# Geschichte des Antisemitismus seit 1945
Antisemitismus, eine seit der Aufklärung entstandene Judenfeindlichkeit, verlor seit 1945 mit dem Ende des NS-Staates weithin seine Funktion als politische Ideologie, besteht aber in vielfältiger Form bei Bevölkerungsteilen jeder sozialen Schicht, religiösen und politischen Orientierung fort. Der Antisemitismus bis 1945 hatte zum Holocaust geführt. Danach traten politische Organisationen mit offen judenfeindlichen Zielen und traditionelle Stereotype des christlichen Antijudaismus zurück. Begünstigt durch mangelnde Aufarbeitung der Zeit des Nationalsozialismus und Geschichtsrevisionismus gibt es jedoch in Deutschland und vielen anderen Staaten weiterhin erhebliche antisemitische Vorurteile und Angriffe auf Juden. Diese nahmen nach den Terroranschlägen am 11. September 2001 vielerorts zu. Im Post-Holocaust-Antisemitismus verbreitet sind Schuldabwehr und Schuldprojektion auf Juden, Täter-Opfer-Umkehr, Kodierungen, die Juden nicht nennen, aber meinen oder leicht auf Juden zu beziehen sind. Als aktuell vorherrschende Form gilt ein oft als Antizionismus getarnter Israel-bezogener Antisemitismus, der das Existenzrecht Israels ablehnt und diesen Staat für alle möglichen politischen Übel oder alle Juden für dessen Politik haftbar macht.
Öffentliche antisemitische Hetze ist in Deutschland seit 1994 als Volksverhetzung, in Österreich als Verhetzung oder NS-Wiederbetätigung, in der Schweiz nach der Rassismus-Strafnorm strafbar.

## Ostblock

### Sowjetunion
Die Sowjetunion (SU) unter Josef Stalin hatte die Juden des Landes seit dem Überfall Deutschlands im Juni 1941 anders als andere Minderheiten als loyale Sowjetpatrioten betrachtet und 1942 ein Jüdisches Antifaschistisches Komitee (JAK) erlaubt, das internationale Hilfen für die Rote Armee im Kampf gegen die Wehrmacht einwarb. Zugleich blendete das Regime den Antisemitismus des NS-Regimes als eigenes Phänomen aus, verschwieg ab 1941 weitgehend den Holocaust, strich ab 1944 das Wort „Juden“ aus Berichten über NS-Verbrechen und betonte stattdessen die Verbrechen des Faschismus an „friedlichen Sowjetbürgern“. Dies folgte aus der staatlichen Faschismustheorie und richtete sich gegen das jüdische Nationalbewusstsein, das durch die akute Vernichtungsgefahr auch unter loyalen sowjetischen Juden geweckt und gestärkt worden war. Nach Kriegsende begann das Regime die sowjetischen Juden ebenso wie andere Minderheiten als illoyal zu verdächtigen und ihre Texte zu zensieren. Zugleich ließ es antisemitische Pogrome im eigenen Herrschaftsbereich zu (so ab 1945 in Kiew und der Ukraine) und stellte lokale Berichte darüber als antisowjetische Propaganda von „Zionisten“ dar. Antisemitismus in nichtjüdischen Bevölkerungsteilen und deren Kollaboration mit den NS-Verbrechern wurden ignoriert oder nur als Spätfolge der deutschen Besetzung erklärt. Dabei war der Sowjetunion auch vor dem Krieg die Überwindung des Antisemitismus nicht gelungen, die man ideologisch versprochen hatte.
Weil die Sowjetunion einen Sozialismus in Israel und regionalpolitische Vorteile erwartete, unterstützte sie Israels Staatsgründung (Mai 1948). Diese beflügelte die sowjetischen Juden. Weil deren proisraelische Haltung die Nationalitätenpolitik der Sowjetunion aus Sicht des Regimes gefährdete, änderte es seinen Kurs und ging zur Ausschaltung jüdischer Aktivisten in der Sowjetunion und jüdischer Parteikader in anderen Ostblockstaaten über.
Schon 1946 hatte die Sowjetunion eine repressive Kulturpolitik gegen „bourgeois-dekadente“ Tendenzen in Kultur und Wissenschaft eingeleitet, um Vertreter der Intelligenz, die im Krieg Freiräume erhalten hatten, wieder der staatlichen Kontrolle zu unterwerfen. Ab Herbst 1948 griff die sowjetische Presse angeblich staatsfeindliche Tätigkeiten „wurzelloser Kosmopoliten“ an. Die Kampagne verwendete gezielt antisemitische Stereotype vom „heimatlosen Juden“ und der „jüdischen Weltverschwörung“. Im Januar 1949 beschloss das ZK eine landesweite Aktion gegen „antipatriotische“ Kritiker, entließ und inhaftierte hunderte Intellektuelle, meist Juden. Sie wurden schon wegen ihrer Herkunft mit „Kosmopoliten“ und „Zionisten“ gleichgesetzt, wobei diese Vorwürfe auch Nichtjuden treffen konnten. Die Kampagne sollte jede jüdische Autonomie im Land unterdrücken, der Bevölkerungsmehrheit einen Sündenbock für katastrophale ökonomische Zustände bieten und die Parteidiktatur festigen.
Hinzu kamen Geheimprozesse gegen führende JAK-Mitglieder. Auch ihnen wurde eine angeblich jüdische, „kosmopolitische“, vagabundierende Lebensweise, eine „stammesübliche“ Solidarität und eine Verschwörung mit der US-Regierung und Israel gegen Stalins Regime vorgeworfen. Während der Nacht der ermordeten Dichter (die Nacht vom 12. auf den 13. August 1952) wurden dreizehn Juden hingerichtet, darunter bekannte jiddische Schriftsteller und Intellektuelle.
Ab 1951 in einem Machtkampf im Politbüro erfanden Stalin und seine Anhänger eine großangelegte „Ärzteverschwörung“ gegen das Stalin-Regime. Bis zu Stalins Tod am 5. März 1953 verhafteten und folterten sie viele vor allem jüdische Angeklagte, ließen einige ermorden oder hinrichten. Genaue Opferzahlen sind unbekannt. Das Vorgehen verstärkte den Antisemitismus in der Bevölkerung und die Pogromgefahr erheblich und beeinflusste auch die übrigen Ostblockstaaten.
Unter Chruschtschow ging der öffentlich-staatliche Antisemitismus im Ostblock (außer in Polen) zurück. Nach Israels Sechstagekrieg (Juni 1967) wurde er als Antizionismus wiederbelebt. Unter Alexei Nikolajewitsch Kossygin entstanden antisemitische Karikaturen, Schriften und Filme mit deutlichen Parallelen zum Stürmer. „Zionisten“ (Juden) wurden wieder als Bedrohung für die Welt, das „Weltjudentum“ oder der „internationale Zionismus“ als Verbündete des US-Imperialismus dargestellt. Juden wurde zudem vorgeworfen, sie hätten nach der Herrschaft über den letzten Zaren gestrebt und würden hinter den antisowjetischen Unabhängigkeitsbestrebungen Polens (März-Unruhen 1968) und dem Prager Frühling stecken.
Ab 1985 leitete der neue KPdSU-Vorsitzende Michail Sergejewitsch Gorbatschow eine andere Politik (Glasnost und Perestroika) ein und erlaubte ab 1988 vielen sowjetischen Juden die Ausreise nach Israel. Bis 1989 verließen rund 16.000 Juden die Lettische Sozialistische Sowjetrepublik.

### Tschechoslowakei
Die Tschechoslowakei 1948 ermöglichte Israel mit auf sowjetischen Wunsch gelieferten Waffen den Sieg im Palästinakrieg. Doch 1951 klagte Stalin vierzehn tschechoslowakische KP-Mitglieder um Rudolf Slánský, darunter zwölf Juden, als angebliche zionistische Agenten an. Für die Verhöre wurden laut Zeugen auch antisemitische Verehrer Adolf Hitlers eingesetzt. Die tschechische Presse betonte das Judesein der Angeklagten und behauptete, Slánský habe in den USA mit westlichen Juden wie Henry Morgenthau und Georges Mandel heimlich einen jüdischen Spionagering in den Ostblockregimes bilden wollen.

### Polen
Nach dem Krieg kehrten polnische Juden, die den Holocaust durch Flucht in die Sowjetunion überlebt hatten, in ihre Herkunftsorte in Polen zurück und wollten ihre Häuser wieder beziehen. Dabei kam es zu Pogromen wie dem Pogrom von Krakau (1945) oder dem Pogrom von Kielce (1946). Bis zu 1500 Juden wurden dabei ermordet.
Als Hintergründe der Übergriffe sowie der judenfeindlichen Einstellungen nannte der Historiker Feliks Tych eine Demoralisierung und Abstumpfung der polnischen Bevölkerung, für die es während der deutschen Okkupation zur Gewohnheit geworden sei, dass man Juden misshandeln oder töten konnte, da das besetzte Polen als Hauptarena für die Vernichtung der Juden in Europa ausgewählt worden sei. Außerdem habe die Bevölkerung Nutzen aus den Deportationen, der Ghettoisierung sowie den Morden gezogen. Die Rückkehr jüdischer Überlebender habe bei den Profiteuren die Furcht geweckt, das Gewonnene wieder zu verlieren. Auch in der katholischen Kirche in Polen waren antijüdische Einstellungen immer noch verbreitet. Der Primas von Polen, Kardinal August Hlond, machte die Juden für den Pogrom in Kielce verantwortlich.
Unter den überzeugten Kommunisten, die der polnischen KP 1944 zur Etablierung eines stalinistischen Regimes in Polen verhalfen, waren auch Juden. Mit antisemitischer Propaganda versuchten ihre Gegner in der KP sie ab 1949 zu entmachten: Juden seien an allen Verbrechen des Stalinismus in Polen schuld, nur ihre Ausschaltung in der KP könne dem entgegenwirken. 1953 beschuldigte ein KP-Blatt die „Zionisten“, sie hätten mit Hitler beim Holocaust zusammengearbeitet und hielten das auf Weisung des US-Außenministeriums geheim. Israels Ministerpräsident David Ben-Gurion führe in Israel mit Billigung der USA einen Ausrottungsfeldzug gegen die Araber und gleiche darin Hitler. 1957 kam es in Szczecin, Wałbrzych, Poznań, Dzierżoniów und anderen Städten zu gewalttätigen Übergriffen gegen Juden und zur Schändung jüdischer Friedhöfe. Bald überwachte die KP alle jüdischen Staatsbeamten, bis 1965 alle jüdischen Bürger in Polen. Nach dem Sechstagekrieg im Nahen Osten nahm der Antizionismus weiter zu. Eine „Abteilung für jüdische Angelegenheiten“ baute einen großen Polizeiapparat auf, der alle Polen mit jüdischen Vorfahren registrierte, bis zurück in die dritte Generation. Im Zusammenhang der März-Unruhen 1968 in Polen kam es zu antisemitischen Übergriffen und polnische Juden wurden massenhaft entlassen. Fast alle verließen daraufhin das Land.
1992 glaubten 25 Prozent der Polen, dass zwischen einer Dreiviertelmillion und 3,4 Millionen Juden in Polen lebten. 10 Prozent waren der Ansicht, es gäbe bis zu 7,2 Millionen Juden im Land, und 25 Prozent waren der Ansicht, Juden hätten zu große Macht in Politik, Wirtschaft und Kultur. In Wirklichkeit lebten 2005 in Polen rund 5000 Juden und in der Volkszählung 2011 klassifizierten sich nur 7353 Polen als Juden, das waren 0,019 Prozent der Bevölkerung. 1997 wurde die Synagoge in Warschau in Brand gesetzt. Antisemitismus wird in der Rhetorik von Nationalisten innerhalb wie außerhalb der Kirche, die Polen als homogenen Staat darzustellen versuchen, weiter verwendet. Verschiedene Medien wie die viertgrößte Zeitung, die katholisch-nationalistische Nasz Dziennik, oder der viertgrößte Radiosender Radio Maryja verbreiten weiterhin Antisemitismus.
Öffentliche Aufmerksamkeit erregte am Internationaler Tag des Gedenkens an die Opfer des Holocaust 2019 ein antisemitischer Aufmarsch vor dem ehemaligen KZ Auschwitz-Birkenau.

### Ungarn
Eine ähnliche Situation wie in Polen gab es auch in Ungarn, sie schwächte sich hier im Laufe der Zeit verglichen mit anderen Ostblockstaaten aber ab. Bis Anfang der 1950er mussten aus einer Vielzahl von Gründen etwa 150.000 osteuropäische Juden aus ihrer Heimat fliehen und lebten in den DP-Lagern in Westdeutschland, wo die meisten von ihnen auf eine Einreisemöglichkeit nach Israel warteten. Insgesamt brachte die Flucht vor dem Antisemitismus in Osteuropa in den Jahren 1950–1951 425.000 Juden nach Israel.

### Bulgarien, Rumänien, Jugoslawien
Bis 1956 wanderten 90 % der bulgarischen Juden aus. Obwohl Rumänien als einziger Ostblockstaat normale Beziehungen zu Israel unterhielt, verließen bis 1975
300.000 Juden ihre rumänische Heimat (siehe auch Geschichte Rumäniens).
In Jugoslawien war die Entwicklung besonders heftig.

## Deutschland

### SBZ und DDR
Die sowjetische Staatsideologie ordnete den Rassenantisemitismus des NS-Regimes als bloße Ablenkungsstrategie des Faschismus zum Unterdrücken der Arbeiterklasse ein. Vom NS-Regime verfolgte Juden wurden daher in der SBZ und der späteren DDR als bloße Opfer des Faschismus eingestuft und moralisch wie materiell schlechter gestellt als die ebenfalls verfolgten Kommunisten, die als politische „Kämpfer gegen den Faschismus“ privilegiert wurden. In der SBZ erließ nur das Land Thüringen ein Wiedergutmachungsgesetz, das Juden als rassistisch Verfolgte einschloss. Die SED führte das Gesetz ab 1948 nicht mehr durch und hob es 1952 ganz auf.
Die DDR gab nur den im Land lebenden ehemals verfolgten Juden, nicht emigrierten Juden ihr Eigentum zurück und lehnte Entschädigungsforderungen Israels stets ab.
Ab Oktober 1949 beteiligte sich die DDR an der sowjetischen Kampagne gegen „Kosmopolitismus“, „Kosmopoliten“ und „Zionisten“, etwa mit einer Artikelserie im SED-Organ Einheit. Ohne Juden zu nennen, übernahm die DDR-Propaganda nationalistische und antisemitische Stereotype einer „volksfremden“, „wurzellosen“ „westlichen Dekadenz“ und der „Wallstreet“ für den internationalen Kapitalismus. Zwar vermied die DDR-Führung Schauprozesse, verfolgte aber aus dem Westen in die DDR emigrierte Bürger, besonders Juden.
1950 schloss die SED den Nichtjuden Paul Merker aus, der sich für eine Entschädigung jüdischer NS-Verfolgter, Rückerstattung geraubten jüdischen Eigentums und die Staatsgründung Israels eingesetzt hatte. 1952 wurde er als angeblicher „zionistischer Agent“ im Dienst „jüdischer Monopolkapitalisten“ zu acht Jahren Zuchthaus verurteilt und inhaftiert, bis er 1956 freigesprochen wurde. Ab 1952 überwachte das Ministerium für Staatssicherheit die jüdischen Gemeinden in der DDR, und die Volkspolizei verhörte ihre Vertreter. Infolge staatlichen Drucks löste sich 1953 die VVN, die als Interessenvertretung von Juden galt, in der DDR auf. Darum flohen bis zum Herbst 1953 rund 1000 von 4000 Juden aus der DDR, darunter viele Gemeindevorstände. Die übrigen jüdischen Gemeinden wurden staatsloyalen Vorständen statt Rabbinern und dem Staatssekretariat für Kirchenfragen unterstellt. Die eingesetzten Vorstände dienten der DDR-Propaganda, dem Ausland die Achtung der Religionsfreiheit in der DDR zu zeigen und einen neuen Faschismus in Westdeutschland anzuklagen. Die überwachten und gegängelten Gemeinden durften sich nicht sozial und kulturell betätigen, so dass sie bis zum Ende der DDR weitgehend verkümmerten.
Im Suezkrieg von 1956 ergriff die DDR-Führung Partei gegen Israel. Nach Israels Sieg im Sechstagekrieg 1967 verschärfte die DDR ihre anti-israelische Propaganda erheblich, nannte Israel die „Speerspitze des Imperialismus“ und setzte sein Vorgehen mit der Judenvernichtung des NS-Regimes gleich; so erneut im Libanonkrieg 1982. Die Vertreter des jüdischen Gemeindeverbands in der DDR kritisierten diese Propaganda und die antisemitischen Töne darin öfter. 1967 unterzeichneten nur jüdische DDR-Bürger, die keiner Gemeinde angehörten, eine vom Politbüro der SED beschlossene Erklärung gegen Israel. Im Jom-Kippur-Krieg von 1973 äußerte der Verbandsvorsitzende auf staatlichen Druck hin zwar Kritik an den „Machthabern Israels“, betonte aber zugleich die Verbundenheit mit Israels Juden. 1975 protestierte der Verbandsvertreter Peter Kirchner gegen die DDR-Presseberichte, die Zionismus mit Rassismus gleichsetzten und die entsprechende UN-Resolution 3379 begrüßten. Er verwies darauf, dass Ausdrücke wie „internationale jüdische Bourgeosie“ dem antisemitischen Stereotyp vom „Finanzjudentum“ stark ähnelten.
In ihren Gedenkritualen verschwieg die DDR meist die jüdische Identität von polnischen, sowjetischen und anderen Juden, die das NS-Regime ermordet hatte. Um ihr Ansehen im westlichen Ausland zu stärken, änderte die DDR-Führung ab 1985 diesen Kurs. Zum 40. Jahrestag des Kriegsendes kündigte sie eine Entschädigung jüdischer NS-Verfolgter an. Fortan wurden Geschichte und Kultur jüdischer Gemeinden in das „nationale Kulturerbe“ der DDR einbezogen, das Interesse jüdischer Studenten in der DDR an diesen Themen und ihr Anschluss an die jüdischen Gemeinden begrüßt. DDR-Historiker erforschten nun verstärkt auch die Judenverfolgung.
Gleichwohl kam es in der DDR wie in Westdeutschland immer wieder zu antisemitischen Taten, etwa Friedhofsschändungen, Beschmieren von Gedenkorten, Drohbriefen an und körperlichen Angriffen auf jüdische Bürger. Letztere wurden staatlich nicht registriert und nicht bekannt gemacht. Doch DDR-Akten eines einzigen Jahres (1960) dokumentierten bereits 595 Fälle antisemitischer Hetze und fast 3000 „faschistische“ Schmierereien. Der Historiker Harry Waibel fand in DDR-Akten insgesamt 900 explizit antisemitische Straftaten, davon 145 Friedhofsschändungen, und 7700 rassistische oder neonazistische Propaganda- und Gewalttaten. Die tatsächliche Gesamtzahl wird als weit höher eingeschätzt. Denn die DDR-Behörden verharmlosten viele dieser Straftaten als „Rowdytum“, um das Gesamtbild der antifaschistischen DDR nicht zu gefährden.

### Westzonen
Nach dem Zweiten Weltkrieg 1945 beendeten die Alliierten die nationalsozialistische Propaganda, bestraften und ächteten ihre Fortsetzung. Doch der Antisemitismus unter den Deutschen bestand fort. Sie reagierten auf die alliierte Reeducation und Konfrontation mit den NS-Verbrechen fast überall mit Schutzbehauptungen wie „Davon haben wir nichts gewusst“ oder Abwenden, Aggression, Schweigen und Trotz. In den ersten Nachkriegsjahren dominierten Alltagssorgen; NS-Zeit und eigene Beteiligung an NS-Verbrechen wurden verdrängt. Umfragen über antisemitische Einstellungen seit 1946 belegen, dass sich Antisemitismus als resistentes soziales Phänomen in der BRD hält, auch wenn er bei der jüngeren Generation in späteren Jahren abnahm.
Besonders die rund 250.000 jüdischen Displaced Persons waren massiven Vorurteilen und Angriffen ausgesetzt. Diese Holocaustüberlebenden mussten vor neuen Pogromen aus Osteuropa fliehen und wurden in den Westzonen teils bis 1954 ohne Arbeitserlaubnis in eigenen Lagern und beschlagnahmten Wohnungen interniert. Die ortsansässige Bevölkerung griff sie mit häufigen Eingaben an die Behörden als Schwarzhändler, Kriminelle und „Gefahr für die Deutschen“ an. Entgegen den Statistiken der Alliierten unterstellte man ihnen, den Schwarzmarkt zu beherrschen, sich mit Preiswucher und unproduktiver Arbeit zu bereichern und Wohnraum zu missbrauchen. Die dabei wirksamen Klischees vom „Wucherjuden“ hatten mit der realen Lage verarmter und vertriebener Ostjuden nichts gemein. Die Vorwürfe wiesen ihnen die Schuld an ihrer Verfolgung und Lage zu. Diese Täter-Opfer-Umkehr diente zur Entlastung, um sich nicht mit dem eigenen Verhalten in der NS-Zeit auseinanderzusetzen. Die deutsche Polizei reagierte mit Razzien in den Lagern und provozierte so Proteste der DPs. Als ein Polizist 1946 in Stuttgart einen Auschwitzüberlebenden erschoss, verbot die US-Militärregierung der deutschen Polizei den Zutritt zu jüdischen DP-Lagern. Nach der Lockerung der alliierten Pressezensur bezeichneten Zeitungsartikel die DPs als „Deutschlands Parasiten“ (1. Juni 1947); die Süddeutsche Zeitung druckte einen antisemitischen Leserbrief ab (9. August 1949). Dagegen demonstrierten am Folgetag rund 1000 jüdische DPs vor der Chefredaktion und forderten den Entzug der Drucklizenz. Die deutsche Polizei wollte sie auseinandertreiben, provozierte damit einen Tumult, schoss in die Menge und verletzte drei Teilnehmer. Erst die amerikanische Militärpolizei beendete den Tumult. Im Lager Föhrenwald verhinderten DPs 1952 mit einer Fahrzeugblockade eine behördliche Razzia. Die Beamten reagierten mit Rufen wie „Die Krematorien gibt es noch“ oder „Die Gaskammern warten auf euch“ und gaben einen Warnschuss ab.
Ab 1947 wurden in den Westzonen wieder häufig jüdische Friedhöfe mit antisemitischen Parolen und Zeichen geschändet. Westdeutsche Landesregierungen konnten sich auf kein Entschädigungsgesetz für Opfer der „Arisierung“ einigen.

### Bundesrepublik bis 1990
Der rassische Antisemitismus spielte in der Bundesrepublik keine soziale Rolle mehr, da er durch die Verbrechen der Nationalsozialisten desavouiert war. Eine entschiedene Ablehnung des Antisemitismus wurde zur sozial geteilten Norm: Judenfeindliche Äußerungen und Haltungen wurden strafrechtlich verboten und waren in der Gesellschaft strikt verpönt, sodass sie nur an deren politisch einflusslosem Rand, privat und heimlich Antisemitismus stattfinden konnten. Bereits kurz vor der Bundestagswahl 1949 betonte der US-amerikanische Hochkommissar John Jay McCloy: „Das Leben und das Wohlergehen der Juden in Deutschland wird ein Prüfstein der demokratischen Entwicklung in Deutschland sein.“ Bundeskanzler Konrad Adenauer erwähnte die Juden in seiner ersten Regierungserklärung jedoch nicht. Erst später erklärte er, er wolle die Bekämpfung des Antisemitismus, die Bestrafung nationalsozialistischer Verbrechen, eine deutsche Wiedergutmachungspolitik und den Aufbau jüdischer Gemeinden in der Bundesrepublik fördern. Ab 1951 verhandelte die Bundesregierung direkt mit Israel und schloss 1952 das Luxemburger Abkommen. 1956 beschloss der Bundestag rückwirkend zum 1. Oktober 1953 das Bundesentschädigungsgesetz.
Weil rechtsextreme Zeitschriften erlaubt blieben, wurden 1951 Nation Europa und die Deutsche Soldatenzeitung gegründet, die Antisemitismus und Geschichtsrevisionismus verbreiteten. Der Prozess gegen Veit Harlan, den Regisseur des NS-Propagandafilms Jud Süß von 1940, deckte Kontinuitäten zur NS-Zeit in der westdeutschen Polizei, Justiz, Filmindustrie und Öffentlichkeit auf. Die Jüdin Karina Niehoff, die massive antisemitische Eingriffe Harlans in das Drehbuch des Films bezeugte, wurde im Gerichtssaal als „Judensau“ beschimpft und brauchte Polizeischutz. Richter Walter Tyrolf, ein früheres NSDAP-Mitglied, bestritt den Zusammenhang zwischen antisemitischer Filmpropaganda und staatlicher Judenverfolgung, behauptete einen „Nötigungsnotstand“ Harlans und sprach ihn von Verbrechen gegen die Menschlichkeit frei. Harlan erlebte 1951 ein Comeback als Filmregisseur. Der Hamburger Senatsdirektor Erich Lüth rief zum Boykott neuer Harlan-Filme auf und warb mit seiner Aktion „Friede mit Israel“ für Aufarbeitung der NS-Zeit, Anerkennung Israels und Wiedergutmachung. Gegen Kinopremieren der Harlan-Filme und gerichtliche Boykottverbote protestierten bis 1954 landesweit Studenten, Akademiker und Opferverbände. In Salzburg, Freiburg und Göttingen verprügelten Polizisten als „jüdisch“ angesehene Studenten und nahmen sie fest, während Zuschauer sie mit antisemitischen Rufen anfeuerten, die Studenten ihrerseits bedrohten und schlugen. 1958 erlaubte das Bundesverfassungsgericht mit dem Lüth-Urteil den Boykottaufruf und stärkte so die Meinungsfreiheit auch im Zivilrecht.
Die 1948 entstandene Gesellschaft für Christlich-Jüdische Zusammenarbeit befasste sich für eine umfassende Erziehung zur Demokratie gezielt mit Antisemitismus. Nur wenige überlebende Juden beteiligten sich. Die jährliche Woche der Brüderlichkeit (ab 1952) blieb ein kaum beachtetes philosemitisches Ritual. 1952 verbot das Bundesverfassungsgericht die rechtsextreme Sozialistische Reichspartei (SRP) und verdrängte rechtsextreme Parteien damit zehn Jahre lang aus Landtagen und Bundestag. Viele Westdeutsche erwarteten nun einen Schlussstrich unter die Vergangenheitsbewältigung. 1959/60 kam es jedoch zu mehreren antisemitischen Skandalen und einer Hakenkreuz-Schmierwelle. Bücher wie das „Tagebuch der Anne Frank“, Filme wie „Nacht und Nebel“ (1955/56), der Eichmann-Prozess (1961) und die Auschwitzprozesse (ab 1963) verstärkten dagegen die öffentliche Auseinandersetzung mit der NS-Zeit und Anteilnahme für jüdische Holocaustopfer. Nach der Ausstellung „Ungesühnte Nazijustiz“ (1959/60) und ersten Strafanzeigen gegen ehemalige NS-Juristen gründeten die Bundesländer eine Zentrale Stelle der Landesjustizverwaltungen zur Aufklärung nationalsozialistischer Verbrechen.
1967 konstatierten die Psychoanalytiker Margarete und Alexander Mitscherlich jedoch, dass die meisten Deutschen ihre Verstrickung in den Nationalsozialismus kaum verarbeitet hatten und die NS-Verbrechen weiter tabuisierten. Daher könnten emotionale Bindungen an autoritäre und antisemitische Denkmuster fortwirken: „Vorerst fehlt das Sensorium dafür, dass man sich zu bemühen hätte – vom Kindergarten bis zur Hochschule –, die Katastrophen der Vergangenheit in unseren Erfahrungsschatz einzubeziehen, und zwar nicht nur als Warnung, sondern als die spezifisch an unsere nationale Gesellschaft ergehende Herausforderung, mit ihren darin offenbar gewordenen brutal-aggressiven Tendenzen fertig zu werden.“
Die 1964 gegründete Nationaldemokratische Partei Deutschlands (NPD) verpasste den Einzug in den Bundestag bei der Bundestagswahl 1969 nur knapp. Ihre Anhänger propagierten die „Auschwitzlüge“ und behaupteten, der Holocaust sei eine Erfindung „der Juden“, um Deutschland als Tätervolk zu brandmarken und politisch-finanzielle Reparationen zu „erpressen“. Diese Holocaustleugnung wurde im deutschsprachigen Rechtsextremismus üblich.
Infolge der Ostpolitik der sozialliberalen Bundesregierung verlor die NPD große Wähleranteile. Die Neonazigruppen von Michael Kühnen und Manfred Roeder, Aktionsfront Nationaler Sozialisten/Nationale Aktivisten, Deutsche Aktionsgruppen, Volkssozialistische Bewegung Deutschlands und Freiheitliche Deutsche Arbeiterpartei, waren radikale Holocaustleugner, Antisemiten und Rassisten. Ihre Anschläge richteten sich jedoch gegen Asylbewerber, Ausländer und deren Unterstützer.
Der 1979 ausgestrahlte Fernsehfilm „Holocaust – Die Geschichte der Familie Weiss“ verstärkte die kollektive Ächtung des Antisemitismus. Doch auch bürgerliche Politiker äußerten sich weiterhin öfter judenfeindlich. So sagte Hermann Fellner (CSU) zur 1986 geforderten Entschädigung von Zwangsarbeitern der NS-Zeit, es werde „der Eindruck erweckt, daß die Juden sich schnell zu Wort melden, wenn irgendwo in deutschen Kassen Geld klimpert“. Der Korschenbroicher Bürgermeister Degenhardt Wilderich Graf von Spee-Mirbach (CDU) erklärte 1986 in einer Ratssitzung, man müsse zur Sanierung des städtischen Haushalts „ein paar reiche Juden erschlagen“. Heftige Proteste veranlassten von Spee zum Rücktritt und Fellner zu einer Entschuldigung. Demnach war die Sensibilität gegenüber Verstößen gegen die gesellschaftliche Ablehnung des Antisemitismus seit 1960 gewachsen.
Antisemitismus wurde in der Bitburg-Kontroverse und der Fassbinder-Affäre (beide 1985), im Historikerstreit (1987) und im
Fall Jenninger (1988) sichtbar, etwa indem lebende Juden als „rachsüchtig“, „auf ihren finanziellen Vorteil bedacht“ oder als Störenfriede im deutsch-amerikanischen Verhältnis angegriffen wurden. Ernst Noltes geschichtsrevisionistische Thesen wurden im Historikerstreit zwar entkräftet, blieben aber verbreitet: Er hatte deutsche Konzentrationslager 1986 als Reaktion auf Josef Stalins massenvernichtende Gulags relativiert und den Rasse-Antisemitismus aus dem Antikommunismus der Nationalsozialisten erklärt.

### Verbreitung
Ab 1945 erhoben alliierte Behörden, ab 1949 auch bundesdeutsche Institute und Sozialforscher empirische Daten zu Ausmaß, Arten und Trägern antisemitischer Vorurteile. Nach Umfragen in der US-Besatzungszone sahen sich 1945 23 %, 1946 21 %, 1948 noch 19 % der Befragten als Antisemiten. Bis zu 40 % weitere teilten antisemitische Einstellungen.
Nach Umfragen vom Institut für Demoskopie Allensbach stieg der Anteil „bekennender“ Antisemiten im Kontext der Debatte um Reparationen an Israel 1949 auf 23 %, 1952 auf 34 %. Die Frage „Würden Sie sagen, es ist [wäre] für Deutschland besser, keine Juden im Land zu haben?“ beantworteten die befragten Deutschen anteilig in Prozent wie folgt:
| Jahr | Ja | Nein | Egal |
| ---- | -- | ---- | ---- |
| 1952 | 37 | 19   | 44   |
| 1956 | 26 | 24   | 50   |
| 1958 | 22 | 38   | 40   |
| 1963 | 18 | 40   | 42   |
| 1965 | 19 | 34   | 47   |
| 1983 | 9  | 43   | 48   |
| 1987 | 13 | 67   | 20   |

Demnach sanken antisemitische Haltungen kontinuierlich, stiegen zeitweise aber wieder an. Nur 1987 wurde die Frage großteilig mit „Nein“ beantwortet. Viele weitere Umfragen bestätigten einen stabilen Anteil von 14 bis 30 % eindeutigen Antisemiten sowie erhebliche latente oder diffuse antisemitische Vorurteile unter den übrigen Bundesdeutschen. Dieser Anteil lag laut einer Studie von Alphons Silbermann (1974) bei 50 %. In einer Studie von Badi Panahi (1977/78) stimmten 14 % der Aussage zu, „dass die Juden einen schädlichen Einfluss auf die christlich-abendländische Kultur ausüben“. 37 % stimmten der Aussage zu: „Die Juden sind vor allem darauf aus, alles, was mit Geld zu tun hat, zu kontrollieren und dadurch eine Macht auszuüben“. Allensbach- und TNS-Emnid-Umfragen von 1986, 1987 und 1989 bestätigten trotz verschiedener Methoden und Frage-Items den Anteil von 15 % eindeutigen und 30–40 % latenten oder potentiellen Antisemiten quer durch alle Bevölkerungsschichten. Bei insgesamt sinkender Tendenz blieb dieses Potential bis 1990 bestehen und abrufbar. Die relative Abnahme wird vor allem auf Bildung und demokratische Erziehung der jüngeren Generation zurückgeführt.

### Seit 1990

#### Gesellschaftsmitte
Antisemitismus zeigt sich seit 1990 auch in der Mitte der deutschen Gesellschaft. Vertreter der CDU/CSU nahmen die deutsche Wiedervereinigung zum Anlass für Forderungen, mit der NS-Vergangenheit abzuschließen und die deutsche Geschichte neu zu interpretieren. So sagte der konservative Bundespräsidentschaftskandidat Steffen Heitmann 1993: Er glaube nicht, dass aus dem Holocaust „eine Sonderrolle Deutschlands abzuleiten ist bis ans Ende der Geschichte“. Mit der deutschen Einheit sei die Zeit gekommen, „dieses Ereignis einzuordnen“. Auf Kritik von Ignatz Bubis (Zentralrat der Juden in Deutschland) und dem JWC warnte Klaus-Jürgen Hedrich (CDU) die „jüdischen Repräsentanten“, „vor dem Hintergrund des Antisemitismus den Holocaust gegen uns zu instrumentalisieren“. Auf Kritik von Bundestagspräsidentin Rita Süssmuth, Heitmann verharmlose den Holocaust, reagierte die CDU-Bundestagsfraktion mit Hohngelächter. Infolge starker Proteste zog Heitmann seine Kandidatur zurück. Darin wirkte die bundesdeutsche Ächtung des Antisemitismus weiter.
Antisemitische Reaktionen traten unter anderem in landesweiten Debatten um bloße Bewährungsstrafen für den Holocaustleugner Günter Deckert (1992; 1994), um Daniel Goldhagens Buch „Hitlers willige Vollstrecker“ (1996) und Norman Finkelsteins Buch „Die Holocaust-Industrie“ (2001), während der Wehrmachtsausstellungen (1995–1998, 2001–2004), im Streit um Zwangsarbeiterentschädigungen (bis 2000), besonders seit Martin Walsers Rede zum Friedenspreis des Deutschen Buchhandels 1998 und seiner Debatte mit Ignatz Bubis dazu auf. Walsers Roman „Tod eines Kritikers“ (2002) wurden antisemitische Tendenzen bescheinigt. Jürgen Möllemanns antisemitisches Wahlkampfflugblatt (2002) und sein Streit mit Michel Friedman, damals im Zentralrat der Juden in Deutschland, sowie die Hohmann-Affäre 2003 zeigten, dass sich das Verhältnis der Mehrheitsgesellschaft zur jüdischen Minderheit verschlechterte. Die Zweite Intifada (ab 2000), die islamistischen Terroranschläge seit 2001, der Irakkrieg 2003 verstärkten die Zustimmung zu antisemitischen Verschwörungstheorien. Die Tarnung illegaler Parteispenden als „jüdische Vermächtnisse“ durch Ministerpräsident Roland Koch und Innenminister Manfred Kanther (beide CDU) in der hessischen Parteispendenaffäre von 1999/2000 sollte Bundesbehörden von Nachprüfung abschrecken und bediente das antisemitische Klischee, Juden seien reiche Hintermänner der Politik.
Finkelsteins These einer „Holocaustindustrie“ bestärkte das im sekundären Antisemitismus gängige Vorurteil, Juden würden die Aufarbeitung der NS-Vergangenheit aus Gewinnstreben für überhöhte Entschädigungsansprüche missbrauchen. Mit Möllemanns Wahlkampfflugblatt versuchte 2002 erstmals ein Spitzenpolitiker einer etablierten Partei, durch ressentimentgeladene öffentliche Kritik an Juden und an Israel Stimmen aus dem rechten Spektrum zu gewinnen. Dieser Tabubruch löste antisemitische Reaktionen aus. Das in Coburg erscheinende Szenemagazin Kult forderte 2002 öffentlich: „Don’t buy Jewish!“ Die Rede des Bundestagsabgeordneten Martin Hohmann, wonach man Juden wegen ihrer angeblichen Führungsrolle in der Oktoberrevolution 1917 und folgenden sowjetischen Verbrechen ebenso wie die Deutschen als Tätervolk bezeichnen könne, legte eine Täter-Opfer-Umkehr nahe.
Diese Vorgänge verschoben laut einigen Antisemitismusforschern allmählich die Grenzen des Sagbaren und verbanden vergangenheits- und gegenwartsbezogenen Antisemitismus zur Schuldabwehr. Für Lars Rensmann begann mit der Goldhagen-Debatte eine Enttabuisierung antisemitischer Ressentiments, die sich in Debatten über Walsers Rede, die Zwangsarbeiterentschädigung und Möllemann fortsetzte. Werner Bergmann geht von einer Abnahme dieser Einstellungen in Westdeutschland seit 1990 aus, stellt aber auch eine höhere Anfälligkeit bei ostdeutschen Jugendlichen fest. Er räumt in einer mit Wilhelm Heitmeyer verfassten Arbeit über den neuen Antisemitismus ein, dass sich die „Grenzen des Sagbaren“ mit der Möllemann-Affäre eventuell bewegt haben und verbrämte antisemitische Sprüche zunehmend geduldet würden. Dabei ging es immer um den heutigen Umgang mit den NS-Verbrechen. Die Verantwortung, die das „Volk der Täter“ (Lea Rosh) dafür zu tragen habe, wird immer wieder als Belastung, nicht als Chance empfunden. Dabei erschienen neue antisemitische Vorwürfe: „Die Juden“ wollten die Schuldgefühle der Deutschen verlängern (Goldhagen-Debatte), sich am Holocaust bereichern (Finkelstein-Debatte) und ihre eigenen „Verbrechen an den Palästinensern“ tabuisieren (Möllemann-Debatte). Politiker wie Möllemann und Hohmann bedienten Wünsche nach einer „Entlastung“ von früherer Schuld und heutiger Verantwortung und normalisierten rechtsradikales Gedankengut für Wählerstimmen. Wurde früher gefordert, die Debatte über deutsche Schuld zu beenden, hieß es nun, eine Debatte über Israels vermeintliche Schuld müsse „wieder möglich“ sein. Dabei wurde stets die Situation der hier lebenden jüdischen Minderheit ausgeblendet. Deutsche Juden erlebten in jedem öffentlichen Streit vermehrte Anfeindung und Bedrohung. In vielen Reaktionen zeigte sich ein antisemitischer „Bodensatz“ sowie der „sekundäre“ Antisemitismus, der Juden nicht trotz, sondern wegen des Holocaust und seiner Folgen ablehnt und abwertet.

#### Rechtsextreme
Rechtsextreme Gruppen und Parteien gehören nach wie vor 1990 zu den Hauptträgern antisemitischer Hetze und Straftaten in Deutschland, obwohl Ausländer, Asylbewerber und Einwanderer zur Hauptzielgruppe ihrer Angriffe geworden sind. Dabei bejahen nur einige Neonazigruppen offen den rassistischen Vernichtungsantisemitismus der NS-Zeit. Aus machttaktischen Gründen und um Strafverfolgung zu vermeiden, vertreten sie meist den sekundären, geschichtsrevisionistischen und Israel-bezogenen Antisemitismus, der sich als Antizionismus ausgibt. Dabei benutzen sie „die Zionisten“ als Codewort für „die Juden“. Jedoch greift ihre Propaganda, wie sie etwa in der National-Zeitung vorkam, unverkennbar auf traditionelle Stereotype des „geldgierigen Juden“ zurück, der das deutsche Volk moralisch belaste, finanziell auspresse und kulturell „zersetze“.
Andere von Rechten benutzte Codewörter und Anspielungen auf judenfeindliche Stereotype sind beispielsweise die Begriffe „Israellobby“, also die Vorstellung einer jüdischen Beherrschung der Politik, „Finanzkapital“, „internationale Hochfinanz“, „Zinsknechtschaft“ oder „Ostküste“ (der USA), womit eine vermeintliche Vorherrschaft jüdischer Bankiers an der Wall Street angedeutet wird. Buttons und Aufkleber aus dem NPD-nahen Umfeld mit dem Slogan „Keine Macht den Nasen!“ wiederum benutzen ein Stereotyp, das auch im nationalsozialistischen Hetzblatt Der Stürmer zu finden war, das in seinen Karikaturen Juden häufig mit einer besonderen Nasenform, der sogenannten Krumm- oder Hakennase, abbildete.
Rechtsextremisten verbreiten in Deutschland verbotene holocaustleugnende Texte über Auslandsserver und in pseudowissenschaftlicher Aufmachung im Internet. Auch wo sie Juden nicht explizit erwähnen, unterstellen sie den Holocaustüberlebenden in antisemitischer Tradition eine konspirative, systematische Manipulation und Fabrikation von Holocaustdokumenten für „Geschichtslügen“.
Die von Gary Lauck (USA) gegründete NSDAP-Aufbauorganisation verbreitete Plakate und Aufkleber mit antisemitischen Parolen, etwa „Kampf den Judenparteien“, „Kommunismus – Werkzeug der Juden“ und „Kauft nicht bei Juden“, sowie Spiele wie „Jude ärgere dich nicht“, „KZ-Manager“ oder Anleitungen zum Erschießen von „Kindern der Juden“. Die Rechtsrock-Band Macht & Ehre hetzte mit Zeilen wie „Er ist kein Mensch, er ist ein Jud', drum denk nicht nach und schlag ihn tot“. Rechtsextreme Esoteriker beschreiben „die Illuminaten“ als heimliche Weltverschwörer und identifizieren sie mit „den Juden“. Jan Udo Holeys Pamphlet Geheimgesellschaften (1993; 1995) griff auf die Protokolle der Weisen von Zion zurück und verknüpfte sie mit UFO- und Alien-Fiktionen.
Anders als anderen aus der „Volksgemeinschaft“ ausgegrenzten und bekämpften Gruppen schreiben Rechtsextremisten Juden eine sehr große, heimtückische und gefährliche Macht zu. Antisemitismus ist Grundkonsens und ein Integrationsfaktor der ansonsten uneinheitlichen Szene. Juden gelten ihnen als moralisch verdorben, als ausbeuterische „Finanzmacht“ oder als biologische Gefährdung der deutschen „Rasse“. Westdeutsche Neonazis benutzten die deutsche Wiedervereinigung dazu, ihren Einfluss über Kontakte in ostdeutsche Länder zu vergrößern. 1991 begann eine Reihe neonazistischer Aufmärsche, rassistischer und fremdenfeindlicher Anschläge. Auch antisemitische Straftaten nahmen ab 1990 erheblich zu. Rechtsextreme Parteien wie NPD, Deutsche Volksunion (DVU) und Die Republikaner (REP) gelangten in einige Landtage. Nachdem die Bundesregierung 1992 einige Neonazigruppen verboten hatte, unterliefen sie die Verbote als dezentrale „Freie Kameradschaften“.
Deutsche Rechtsextremisten griffen Walsers Friedenspreisrede und Finkelsteins These einer Holocaustindustrie zum angeblichen Ausbeuten jüdischen Leides begeistert auf, da sie ihr antisemitisches Bild bestätigte, „die Juden“ seien Eintreiber überhöhter Entschädigungsansprüche und Verursacher von Finanzlasten für „die Deutschen“. Hinter der gesamten Erinnerungskultur zur NS-Zeit und der Holocaustforschung stehe ein ausbeuterisches jüdisches Netzwerk für Macht und Profit. Finkelstein diente dabei als klassischer „Alibijude“, der es ja wissen müsse. Weil er wie Ernst Nolte geschichtsrevisionistische Autoren gewürdigt hatte, feierten ihn Holocaustleugner wie Ernst Zündel besonders.
Die Terrorgruppe Nationalsozialistischer Untergrund (NSU), die 2000 bis 2007 unentdeckt neun gezielt ausgesuchte Muslime ermordete, war auch antisemitisch eingestellt. Ihr Mitglied Uwe Böhnhardt hängte 1996 an einer Autobahnbrücke einen Puppentorso mit einem gelben Judenstern auf und zeigte damit, dass auch Juden im Visier des NSU waren.
Rechtspopulistische Parteien und Bewegungen und Vertreter der Neuen Rechten distanzieren sich oftmals vom Antisemitismus und vertreten bisweilen sogar vermeintlich pro-jüdische und pro-israelische Positionen. Viele rechtspopulistische und neurechte Narrative, die von einer Zersetzung von „Volk“ und „Identität“ durch eine Verschwörung „globalistischer Eliten“ ausgehen, weisen jedoch große Übereinstimmungen mit dem Antisemitismus auf.

#### Linke
Antisemitismusforscher stellen auch bei deutschen Linken antisemitische Tendenzen fest. Diese äußern sich seit dem Sechstagekrieg 1967 als Antizionismus, der Kritik an israelischer Politik gegenüber den Palästinensern zur Ablehnung des jüdischen Staates verallgemeinert. Antiimperialisten sehen Israel als Brückenkopf des US-Imperialismus zur Unterdrückung der Palästinenser und Beherrschung der Nahostregion. Sie solidarisieren sich oft mit Terrorgruppen wie Hamas und Hisbollah, die den Staat Israel zerstören wollen. Dabei zeigen sich auch ideologische Gemeinsamkeiten mit Islamisten, etwa bei Linksruck.
Bei Globalisierungskritikern verbreitet ist auch eine verkürzte Kapitalismuskritik, die ein „schaffendes“ (nationales, deutsches) von einem „raffenden“ (jüdischen) Kapital unterscheidet. Die Gegenüberstellung ist seit den Wirtschaftskrisen im Kaiserreich gängig: Als der Kapitalismus die Gleichheitsversprechen der Bürgerrechte nicht einlöste, identifizierten rechte wie linke Antisemiten „die Juden“ mit dem zirkulierenden, sich ohne Arbeit vermehrenden Finanzkapital und stellten sie als das Schicksal der Menschheit bestimmende weltumspannende „jüdische Geldmacht“ dar, etwa mit Symbolen von Kraken, Schlangen und Spinnen. Solche Metaphern erscheinen heute auch im Kontext von Antiamerikanismus, etwa als das Mitgliedermagazin der IG Metall US-Firmen als Stechmücke mit krummer Nase darstellte und „Aussauger“ nannte, oder als Franz Müntefering (SPD) US-amerikanische Hedgefonds mit das deutsche Kapital bedrohenden Heuschrecken verglich.
In der Globalisierungskritik von Attac Deutschland wurden 2003 antisemitisch interpretierbare Plakate und Aussagen vom „Finanzkapital“ und „der Wall Street“ bemerkt. Die Kritik führte zu einer intensiven, von Wissenschaftlern begleiteten Mitgliederdebatte. Tendenzen zur Aufteilung der Welt in Gut und Böse, zur Konstruktion von Verschwörungstheorien und Personalisierung abstrakter Herrschaftsverhältnisse wurden wahrgenommen, aber die Gleichsetzung jeder Kritik an Finanzmärkten mit Antisemitismus wurde zurückgewiesen. Auch in anderen linken Gruppen führte Kritik etwa seitens der Antideutschen zu einer kritischen Reflexion antisemitischer Aussagen, zu ihrer Einstellung oder zur Isolation der Betroffenen innerhalb der linken Bewegung.

#### Die Kampagne BDS
Viele linke Nichtregierungsorganisationen unterstützen die 2005 entstandene Kampagne Boycott, Divestment and Sanctions (BDS). Dagegen verweisen Antisemitismusforscher auf die Ziele der BDS-Gründer, den Staat Israel aufzulösen, und die historische Kontinuität zum nationalsozialistischen Judenboykott.

#### Muslime
Ab 2002 während der zweiten Intifada griffen muslimische Jugendliche aus Zuwandererfamilien Juden in Deutschland wie überhaupt in Europa öfter an, begingen aber nur vereinzelt antisemitische Straftaten. Als Tatmotiv wurde dabei kaum die Religion festgestellt, sondern eine durch die Medienpräsenz des Nahostkonflikts verschärfte diffuse Israelfeindschaft, bei der sich die Täter mit den Palästinensern identifizieren, weil sie sich ausgeschlossen und perspektivlos fühlen, Diskriminierung und Rassismus erleben. Laut einer Studie für das Bundesinnenministerium von 2007 stimmten 15,7 % der befragten muslimischen Schüler gegenüber 7,4 % der nichtmuslimischen Jugendlichen mit Migrationshintergrund und 5,7 % der nichtmuslimischen Einheimischen dem Satz zu, dass „Menschen jüdischen Glaubens überheblich und geldgierig“ seien. Da nach anderen Umfragen seit 2002 auch etwa 20 % aller unterschiedslos befragten Deutschen Juden für geldgierig und 36 % für „zu mächtig“ in der Wirtschafts- und Finanzwelt halten, werden Unterschiede zwischen Muslimen und Nichtmuslimen in Deutschland nicht bei diesen antisemitischen Vorurteilen, sondern deren Motiven gesucht. Auch eine vom Institut IFES im Auftrag des österreichischen Parlaments durchgeführte Antisemitismus-Studie kommt zum Ergebnis, dass Judenfeindlichkeit unter türkisch- oder arabischsprachigen Personen in Österreich massiv erhöht ist. In dieser Gruppe liegt der Antisemitismus bei 50 bis 70 %, während in der österreichischen Gesamtbevölkerung ein Wert von lediglich 10 % erhoben wurde.
In einer Studie des Projekts „Gruppenbezogene Menschenfeindlichkeit“ der Universität Bielefeld von 2010 stimmten 20,2 % der befragten deutschen Jugendlichen ohne, 26,7 % mit polnischem Migrationshintergrund der Aussage „Ich bin es leid, immer wieder von den Verbrechen an den Juden zu hören“ voll zu. Der Aussage „Was der Staat Israel mit den Palästinensern macht, ist im Prinzip nichts anderes als das, was die Nazis im Dritten Reich mit den Juden gemacht haben“ stimmten 7,2 % der befragten deutschen Jugendlichen voll, 25,5 % eher zu; anteilig etwa gleich viele aus der Sowjetunion oder Polen stammende Befragte. 40,7 % der Befragten mit muslimisch-arabischem Sozialisationskontext stimmten dieser Aussage voll, 18,7 % eher zu. Die Autoren führen diesen höheren Zustimmungsgrad auf die für muslimische Jugendliche größere Rolle des Nahostkonflikts sowie häufiger erlebte Benachteiligung und Versagenserlebnisse zurück. Letztere Faktoren korrelierten auch bei anderen Befragten mit höherer Zustimmung zu sekundär antisemitischen Stereotypen. Auch deutsche Schüler kompensierten eigene Abwertungserfahrung mit Aufwertung der eigenen Gruppe gegenüber den „Fremden“ und trugen einen islamfeindlichen Alltagsdiskurs in die Schule. In einer großangelegten Jugendstudie von 2009 ließ sich eine deutlich negativere Bewertung von Juden als mögliche Nachbarn bei befragten 15-jährigen Schülern aller Herkunftsregionen einschließlich Nord- und Westeuropa beobachten, sie war aber bei Jugendlichen aus dem Libanon, der Türkei und anderen islamisch geprägten Ländern am stärksten ausgeprägt. Türkeistämmige muslimische Migranten neigten im Vergleich jedoch weniger zu Antisemitismus als jene aus den Ländern des Nahen Ostens.
Antisemitismusforscher bemerken seit etwa 2010 ein gewachsenes Medieninteresse an antisemitischen Einstellungen bei Muslimen, vor allem Jugendlichen arabischer oder türkischer Herkunft. Juliane Wetzel vermutet, dass es islamfeindliche Stimmungen bedient und eine Stellvertreterfunktion erfüllt, um sich nicht mit antisemitischen Stereotypen in der Mehrheitsgesellschaft auseinanderzusetzen. Viele Medienberichte missachteten die historische Tatsache, dass christliche Missionare und europäische Kolonialmächte Antisemitismus in die arabische Welt trugen, nicht umgekehrt. Die isolierte Betrachtung antisemitischer Tendenzen bei Muslimen könne deren Ausgrenzung verstärken. Das Thema dürfe nicht ausgespart, müsse aber als gesamtgesellschaftliches Phänomen betrachtet werden. Klaus Holz betonte schon 2006, dass es zwischen Herkunft und Antisemitismus keine monokausale Beziehung gibt und Antisemitismus unter zugewanderten Muslimen sich häufig erst wegen Erfahrungen im Einwanderungsland entwickelt.
Infolge der Flüchtlingskrise in Deutschland 2015/2016 wurden Probleme mit antisemitisch eingestellten Migranten befürchtet.
Da viele Geflüchtete aus Ländern wie Syrien, Afghanistan und dem Irak stammen, in denen der Antisemitismus ebenso wie die Ablehnung Israels stark ausgeprägt sind, entwickelte sich vor allem in jüdischen Gemeinschaften die Angst vor einem importierten Antisemitismus. Die seit 2012 gezielt gegen Juden gerichteten Terroranschläge und die Ausschreitungen während des Gaza-Krieges spielten hier ebenfalls eine Rolle. So befürchtete Josef Schuster, Präsident des Zentralrats der Juden in Deutschland, ein unkontrollierter Zuzug von Flüchtlingen könne jüdisches Leben in Deutschland gefährden. Er warnte vor juden- und israelfeindlichen Tendenzen bei Flüchtlingen aus mit Israel verfeindeten Staaten und schlug vor, antisemitische Ressentiments zu einem zentralen Thema in den Integrationskursen zu machen sowie mit den Kursteilnehmern KZ-Gedenkstätten oder jüdische Museen zu besuchen. Inwiefern solche verordneten Besuche z. B. von KZ-Gedenkstätten eine schnelle Haltungsänderung bewirken, ist laut Embacher/Edtmaier/Preitschopf fraglich, zumal „Empathie mit jüdischen Opfern nicht unbedingt ein positives Israel-Bild zur Folge haben“ müsse.
Eine im Auftrag des American Jewish Committee Berlin (AJC) 2015/16 durchgeführte Befragung von Lehrerinnen und Lehrern an 21 Berliner Schulen in acht Bezirken belegte wachsende salafistische Einflüsse und Judenfeindschaft unter Schülern mit türkischem und arabischem Migrationshintergrund. Der Hass gegen Juden sei dabei ein zentraler Bestandteil der salafistischen Ideologie.
Einige Studien zum Antisemitismus unter Flüchtlingen aus arabischen und nordafrikanischen Ländern bzw. Regionen des Nahen und Mittleren Ostens zeigen, dass es ein relativ hohes Ausmaß antisemitischer Einstellungen und deutliche Wissenslücken zum Judentum wie auch zum Holocaust und dem Israelisch-Palästinensischen Konflikt gibt, wenn auch Unterschiede zwischen den Herkunftsländern deutlich werden. Die Ablehnung Israels ist verbreitet, wobei viele Befragte zwischen Juden, Israelis und dem Staat Israel unterscheiden wollen. Laut einem Gutachten für den Integrationsbeauftragten der Bundesregierung führt jedoch die mit antisemitischen Motiven kombinierte Delegitimation des Staates Israel, etwa bei der jährlichen Demonstration zum al-Quds-Tag in Berlin, die „immer wieder behauptete Unterscheidung von Zionisten und Juden ad absurdum“.
Eine 2016 und 2017 durchgeführte Studie, bei der 152 Geflüchtete aus Syrien und dem Irak befragt worden waren, ergab, dass antisemitische Stereotype eher die Regel als die Ausnahme waren, auch wenn sich kaum offener Hass zeigte. Verschwörungsfantasien hinsichtlich der Entwicklungen im Nahen und Mittleren Osten und die Überzeugung, die Welt würde von Juden oder Israel kontrolliert, wurden oft als normal und legitim empfunden. Entsprechende Denkweisen waren auch unter denjenigen verbreitet, die betonten, dass sie das Judentum „respektieren“ oder dass das Zusammenleben von Juden, Muslimen und Christen in den Herkunftsländern oder Deutschland unproblematisch sei. Fast alle arabischen Interviewten hatten ein negatives Israelbild und stellten Israels Existenzrecht in Frage. Vor allem angesichts der Verbrechen des IS und des Assad-Regimes in Syrien brach jedoch das Feindbild Israel vereinzelt auf. Kurden äußerten sich zu Israel öfter neutral oder positiv. Auch Jesiden und Angehörige anderer Minderheiten ihrer Herkunftsländer zeigten projüdische und proisraelische, aber auch philosemitische Einstellungen, etwa indem sie. „die Juden“ für ihre vermeintliche Macht und Cleverness bewunderten.
Eine von Ende 2021 bis Frühjahr 2022 durchgeführte Studie der CDU-nahen Konrad-Adenauer-Stiftung, bei der rund 5500 Menschen befragt worden waren – darunter mindestens 500 Muslime, womit der Anteil prozentual etwas höher als im Bundesdurchschnitt lag –, führte zum Ergebnis, dass unter Muslimen 12 Prozent der Aussage zustimmten, dass Juden „hinterhältig“ seien (im Bevölkerungsschnitt vier Prozent). 26 Prozent der Muslime stimmten der Aussage zu, dass reiche Juden „die eigentlichen Herrscher der Welt“ seien (im Bevölkerungsschnitt sechs Prozent). Sieben Prozent akzeptierten antisemitische Gewalt (Bevölkerungsschnitt zwei Prozent) und 16 Prozent bejahten die Ansicht, dass Israel als Staat nicht existieren solle (Bevölkerungsdurchschnitt vier Prozent). Die Studie ergab zudem, dass auch unter Personen mit geringerem Bildungsabschluss, Menschen mit Migrationshintergrund sowie innerhalb der AfD-Anhängerschaft die Zustimmung zu antisemitischen Aussagen höher lag.

#### Antisemitische Einstellungen
Eine sozialwissenschaftliche Studie der Universität Erlangen in den neuen Bundesländern ergab 1990 folgende Zustimmungswerte:
| Aussage                                            | Prozent |
| -------------------------------------------------- | ------- |
| „Juden arbeiten mehr mit Tricks als andere“        | 11,6    |
| „Alle Juden sollen nach Israel gehen“              | 11,4    |
| „Es gibt Fehler, die liegen den Juden im Blut“     | 10,9    |
| „Juden kümmern sich nur um das eigene Wohlergehen“ | 10,8    |

Emnid ermittelte dagegen 1991 für andere antisemitische Items durchschnittlich nur 4 % Zustimmung bei Ostdeutschen gegenüber 16 % bei Westdeutschen. Bei fast allen Fragen außer zu Israel lag der ostdeutsche deutlich unter dem westdeutschen Wert. Dies wird auf das Nachwirken der DDR-Propaganda (Tabuisierung des Antisemitismus bei gleichzeitigem Antizionismus) zurückgeführt.
Während der Serie ausländerfeindlicher Anschläge ab 1991 nahmen antisemitische Einstellungen in der Gesamtbevölkerung nicht zu, wohl aber bei ostdeutschen jungen Männern: Der Aussage „Die Juden sind Deutschlands Unglück“ stimmten 14 % der 14- bis 18-Jährigen zu, dabei 33 % Lehrlinge (weibliche 10 %), 16 % Schüler (weibliche 4 %), besonders die, die sich politisch rechts einordneten. In Sachsen und Sachsen-Anhalt fanden bei dieser Altersgruppe antisemitische Vorgaben 12 %, fremdenfeindliche 29 % und nationalistische 50 % Zustimmung. Während von 1990 bis 1996 weniger erwachsene Ostdeutsche als Westdeutsche antisemitisch eingestellt waren, lag der Anteil bei Jugendlichen in Brandenburg doppelt bis dreimal so hoch wie in Nordrhein-Westfalen (NRW), besonders bei Schülern der 8./9. Klasse (34 % / 11 %) und Lehrlingen im dritten Lehrjahr (44 % / 25 %). Gegen den Bundestrend einer Abnahme antisemitischer Vorurteile besonders in der jüngsten befragten Altersgruppe (1998: 10 % bei 14- bis 20-Jährigen) wurden die gering gebildeten, handarbeitenden und rechtsorientierten jungen Männer in Ostdeutschland immer stärker antisemitisch, ausländerfeindlich und nationalistisch. So erhielt die rechtsextreme DVU bei 18- bis 30-jährigen Männern in Sachsen-Anhalt 1998, in Brandenburg 1999 anteilig die meisten Stimmen. Dabei lässt sich der Zuwachs antisemitischer Vorurteile nur teilweise aus Faktoren wie Arbeitslosigkeit der Väter, Vereinzelung, Fremdsteuerungs- und Ohnmachtsgefühlen und fehlenden Zukunftsperspektiven erklären.
Nach Allensbach-Umfragen von 1995 neigten 15 bis 25 % der Deutschen zu antisemitischen Meinungen oder vertraten sie. Bei Umfragen der Universität Potsdam von 1996 in einzelnen Bundesländern ergaben sich im Osten etwa doppelt so hohe Zustimmungswerte zu antisemitischen Aussagen (etwa zum Verständnis für Schändungen jüdischer Friedhöfe) wie im Westen. Eine repräsentative Forsa-Umfrage von 1998 ergab folgende prozentuale Zustimmungswerte:
| Aussage / Frage | Prozent |
| --- | ------- |
| „Der Einfluß von Juden auf die Wirtschaft steht im Mißverhältnis zu ihrem Bevölkerungsanteil.“                              | 41      |
| „Viele Juden versuchen aus der Vergangenheit ihren Vorteil zu ziehen und die Deutschen dafür zahlen zu lassen.“             | 38      |
| „Juden fühlen sich mit Israel verbunden. Sie interessieren sich wenig für die Belange ihres Heimatlandes.“                  | 25      |
| „Juden haben zuviel Einfluß.“                                                                                               | 21      |
| „Juden haben etwas Besonderes und Eigentümliches an sich und passen deshalb nicht zu uns.“                                  | 18      |
| „Man kann Juden an ihrem Aussehen erkennen.“                                                                                | 18      |
| „Durch ihr Verhalten sind Juden an ihrer Verfolgung nicht ganz unschuldig.“                                                 | 17      |
| „Die Juden haben deswegen soviele Schwierigkeiten, weil Gott sie dafür bestraft, dass sie Jesus Christus gekreuzigt haben.“ | 8       |
| „Wäre es für uns Deutsche am besten, wenn alle Juden nach Israel gingen?“                                                   | 9       |

Danach waren 1998 durchschnittlich mindestens 20 % der Deutschen klare Antisemiten. Bei latenten antisemitischen Vorurteilen gab es keine Ost-West-Unterschiede mehr. Bei über 65-Jährigen lagen die Anteile mit 38 % am höchsten. Unter den Jüngeren waren sie bei Hauptschülern mit 30 % gegenüber 12 % bei Abiturienten am höchsten. Unter denen, die sich „Rechts“ einordneten, lagen sie bei 24, „Mitte“ bei 20, „Links“ bei 11 %. Bei der erneuten Forsa-Umfrage 2003 äußerten sich durchschnittlich 23 % antisemitisch. 61 % stimmten der Aussage „Man soll endlich einen Schlussstrich unter die Diskussion der Judenverfolgung ziehen“ zu. Das Ost-West-Gefälle bei Jugendlichen verstärkte sich: Im Jahr 2000 waren in Brandenburg im Durchschnitt 29,5 %, in NRW 11 % der Jugendlichen antisemitisch.
Nach Umfragen von 2002 und 2003 nahmen antisemitische Einstellungen bei den Deutschen erheblich zu:
| Aussage | Prozent             |
| --- | ------------------- |
| „Israel ist eine große Bedrohung für den Frieden in der Welt“                                                 | 65 (europaweit: 59) |
| „Die Juden nutzen die Holocausterinnerung zu ihrem eigenen Vorteil“                                           | 52                  |
| „Die Juden üben einen zu großen Einfluss auf das Weltgeschehen aus“                                           | 40                  |
| [Man kann] „gut verstehen, dass manchen Leuten Juden unangenehm sind“                                         | 36 (1999: 20)       |
| „Rache und Vergeltung spielen für Juden eine größere Rolle als für andere Menschen“                           | 35                  |
| „Juden fühlen sich mit Israel verbunden. Sie interessieren sich wenig für die Belange ihres Heimatlandes“     | 35                  |
| „Der jüdische Einfluss auf die US-Politik war ein entscheidender Faktor bei der Militäraktion gegen den Irak“ | 26                  |
| „Die Juden sind schuld daran, dass wir so große Weltkonflikte haben“                                          | 20                  |
| [Möglich,] „dass die US-Regierung die Anschläge vom 11. September selbst in Auftrag gegeben haben könnte“     | 19                  |

Die Studie des Frankfurter Sigmund-Freud-Instituts und der Universität Leipzig vom Juni 2002 ergab einen Anteil von durchschnittlich 36 % deutschen Antisemiten. Der starke Anstieg wird auch mit der Enttabuisierung judenfeindlichen Verhaltens in der von Jürgen Möllemann ausgelösten Antisemitismusdebatte erklärt.
Nach einem Ländervergleich der Anti-Defamation League vertraten im Jahr 2014 durchschnittlich 27 % der befragten Deutschen antisemitische Einstellungen.
Die Zunahme geht mit weltweit gestiegener Akzeptanz für Antisemitismus und Abwehr, Relativierung und Bagatellisierung dieses Problems einher, besonders im Internet.
Nach einer 2019 veröffentlichten Mitte-Studie der Friedrich-Ebert-Stiftung stimmten zwar nur acht bzw. 7,5 Prozent der Bevölkerung den Thesen zu, dass „Juden in Deutschland zuviel Einfluss“ hätten bzw. „durch ihr Verhalten an Verfolgungen mitschuldig“ seien. Hingegen stimmten 21,6 Prozent der Befragten Aussagen des sekundären Antisemitismus wie z. B. „Viele Juden versuchen, aus der Vergangenheit des Dritten Reichs heute ihren Vorteil zu ziehen“ zu. Als Israelkritik kostümierter Antisemitismus war deutlich ausgeprägter: Die Aussage „Bei der Politik, die Israel macht, kann ich gut verstehen, dass man etwas gegen Juden hat“ fand bei 26,6 Prozent Zustimmung. Fast 40 Prozent stimmten mit einer Täter-Opfer-Umkehr wie der These, dass Israel sich den Palästinensern gegenüber genauso verhalte, wie Deutschland es während der NS-Zeit gegenüber Juden getan habe, überein. Anders als bei anderen Abwertungsphänomenen spielt bei antisemitischen Einstellungen der Bildungsabschluss eine geringere Rolle. Unter Befragten mit geringerem oder mittlerem Schulabschluss ist Antisemitismus weiter verbreitet als unter jenen mit höherem Schulabschluss – dieser Unterschied hinsichtlich der Bildung spielt allerdings beim klassischen Antisemitismus eine stärkere Rolle als beim israelbezogenen.
Eine repräsentative Umfrage des Jüdischen Weltkongresses von Anfang Oktober 2019 mit 1000 Teilnehmern ergab, dass 27 Prozent aller Deutschen und 18 Prozent einer als „Elite“ kategorisierten Bevölkerungsgruppe (Hochschulabsolventen mit einem Jahreseinkommen von mindestens 100.000 Euro) antisemitische Gedanken hegen. 41 Prozent der Deutschen sind laut der Studie der Ansicht, Juden redeten zu viel über den Holocaust. 28 Prozent der befragten Hochschulabsolventen behaupteten zudem, Juden hätten zu viel Macht in der Wirtschaft, und 26 Prozent attestierten Juden „zu viel Macht in der Weltpolitik“. 48 Prozent vertraten die Ansicht, dass Juden sich loyaler zu Israel als zu Deutschland verhielten. 12 Prozent aller Befragten gaben an, Juden trügen die Verantwortung für die meisten Kriege auf der Welt, und 22 Prozent meinten, Juden würden wegen ihres Verhaltens gehasst. 11 Prozent sagten, die Juden hätten kein Recht auf einen eigenen Staat Israel. Nach Meinung der Befragten sind weit überwiegend die Rechtsextremisten (39 %), rechte Politiker und Parteien (36 %), muslimische Extremisten (33 %) und muslimische Immigranten (18 %) für den Antisemitismus in Deutschland verantwortlich, Linksextreme und linke Parteien und Politiker jedoch nur zu 3 %. Zwei Drittel der Befragten der sogenannten Elite würden eine Petition gegen Antisemitismus unterzeichnen und ein Drittel aller Befragten würde gegen Antisemitismus auf die Straße gehen.
Laut einer 2022 vom Institut für Demoskopie Allensbach vorgestellten und vom American Jewish Committee (AJC) in Auftrag gegebenen Studie denken 23 Prozent der Gesamtbevölkerung, Juden hätten zu viel Macht in Wirtschaft und Finanzwesen; 18 Prozent meinen einen zu großen jüdischen Einfluss in Politik und Medien festzustellen. Elf Prozent vertreten die Ansicht, dass Juden für viele Wirtschaftskrisen verantwortlich seien. Fast jeder Zweite erachtet eine Erinnerungskultur hinsichtlich der Jahre des Nationalsozialismus als nicht „unbedingt notwendig“. Generell sei Antisemitismus „keinesfalls nur ein Problem der politischen Ränder“, so AJC-Direktor Lemko Reemhuis. Anhänger der AfD erwiesen sich als noch anfälliger gegenüber antisemitischen Denkmustern als der Bevölkerungsgesamtdurchschnitt. Auch der israelbezogene Antisemitismus wird in der Studie hervorgehoben. Unter den Muslimen gaben 63 Prozent an, ein schlechtes oder sehr schlechtes Bild über den jüdischen Staat zu haben – gegenüber 23 Prozent in der Gesamtbevölkerung. Die Studie geht davon aus, dass zwischen Antisemitismus und Moscheebesuchen ein Zusammenhang besteht, was auch darauf zurückzuführen sei, dass viele Moscheen in Deutschland unter ausländischem Einfluss stünden, beispielsweise der Türkei oder des Iran. Der Antisemitismusbeauftragte Felix Klein erklärte dazu, man müsse die „Abhängigkeiten und die Einflüsse von außen verringern“ und eine „spezifisch deutsche Form des Islams“ entwickeln.

#### Antisemitische Straftaten
Die polizeiliche Kriminalstatistik-Staatsschutz (PKS-S) des Bundeskriminalamts (BKA) wies antisemitische Straftaten bis 1993 nicht aus, sondern subsumierte sie unter „fremdenfeindliche“ oder „normale“ Kriminalität. Ab Mitte 1993 wurde ein Kriminalpolizeilicher Meldedienst für versuchte und vollzogene antisemitische, fremdenfeindliche und rechtsextreme Straftaten eingerichtet. Diese Statistiken erfassen zeitnah mehr solche Delikte, geben aber keine Auskunft über die weiteren Ermittlungen.
Von 1990 bis 1994 vervierfachten sich die registrierten antisemitischen Straftaten und sanken dann bis 1999 auf rund 150 % mehr als anfangs. Insgesamt stiegen sie langsamer und weit geringer als (andere) rechtsextreme Taten, die sich bis 1993 verneunfachten.
| Jahr | Menge |
| ---- | ----- |
| 1990 | 339   |
| 1991 | 388   |
| 1992 | 628   |
| 1993 | 649   |
| 1994 | 1366  |
| 1995 | 1155  |
| 1996 | 846   |
| 1997 | 976   |
| 1998 | 991   |
| 1999 | 817   |

Seit 2001 werden polizeilich gemeldete antisemitische Straftaten als Hasskriminalität in der Kategorie Politisch motivierte Kriminalität (PMK) erfasst.
Als antisemitisch gilt „der Teil der Hasskriminalität, der aus einer antijüdischen Haltung heraus begangen wird.“ Dazu zählen vor allem Holocaustleugnung, die Diffamierung jüdischer Institutionen und ihrer Vertreter und Sachbeschädigungen an jüdischen Mahnmalen, Gedenkstätten und Gräbern. Solche Taten gelten generell als extremistisch, können aber je nach objektiven Tatumständen und subjektiven Tatmotiven in mehrere Statistiken eingeordnet werden.
Jedoch wird in Deutschland nur ein Bruchteil antisemitischer Angriffe bekannt. 2013 hatten laut Umfragen nur 28 %, 2016 nur 23 % der Opfer die Tat angezeigt; nur für 2 % hatten andere die Tat angezeigt oder die Polizei hatte selbst ermittelt. Als Grund, die Tat nicht zu melden, nannten 47 %, dass nach einer Anzeige nichts geschehe oder sie nichts ändere, 27 %, dass solche Taten andauernd passieren, 18 %, dass eine Anzeige zu bürokratisch und zeitaufwändig sei. Antisemitische Schmierereien und andere
Propagandadelikte werden oft nicht angezeigt, weil sie niemand direkt treffen. Antisemitische Straftaten bei Demonstrationen werden kaum registriert. Bei antisemitischen Angriffen, die Beleidigung, Raub, Körperverletzung und Ähnliches einschließen, werden nur die am höchsten bestraften Tatanteile statistisch gezählt. Antiisraelische Straftaten werden teils als antisemitische, teils als vom Nahostkonflikt bedingte Hasskriminalität erfasst; wonach beides zu unterscheiden ist, erklärt der PMK-Themenkatalog nicht. Deutsche Polizisten kennen nicht alle Codes, Symbole und Parolen, etwa ausländischer Rechtsextremisten, und können daher antisemitische Tatmotive übersehen. Diese lassen sich bei nicht ermittelten Tätern, etwa von Schmierereien, nur vermuten. Oft vermeiden am Extremismuskonzept orientierte Polizeimeldestellen, selbst evidente politische Motive einer antisemitischen Tat anzuerkennen.

Ein weiteres Problem wurde u. a. durch die Beantwortung einer Anfrage des FDP-Abgeordneten Marcel Luthe durch den Berliner Senat allgemein bekannt: Demnach werden antisemitische Delikte pauschal als „rechtsmotiviert“ eingeordnet, wenn sie keiner Tätergruppe klar zuweisbar sind. Darunter fallen unspezifische Delikte (etwa ein Graffito „Juden raus“) unbekannter Täter, für die andere Anhaltspunkte fehlen. Es wird daher vermutet, dass die Zahl der rechtsmotivierten antisemitischen Vorfälle überhöht, die anders motivierter Vorfälle jedoch untertrieben dargestellt wird. Beispielsweise wurden für das Jahr 2018 bei 70 % der Taten kein Verdächtiger ermittelt, in 60 % aller Taten wurden ausdrücklich keine rechtsextremen Hintergründe festgestellt und über 20 Prozent der Taten wurden von ausländischen Staatsangehörigen begangen, (wobei Personen mit doppelter Staatsangehörigkeit ebenso wie mit Migrationshintergrund für die Statistik als deutsche Staatsangehörige erfasst wurden). Dennoch wurden knapp 80 % der Taten in der Statistik als rechtsextrem bewertet. Von Experten wird kritisiert, dass etwa antisemitische Straftaten aus islamistischen und anderen muslimischen Kreisen durch diese Vorgangsweise zu wenig beachtet würden. Anhand der objektiven Zahlen zu festgestellten Verdächtigen ergebe sich, dass der größte Teil an antisemitischen Straftaten aus „ausländischer Ideologie“ heraus, also etwa von Anhängern der antisemitischen Hamas oder Hisbollah in Deutschland, begangen werden. Der vom Bundestag eingesetzte „Unabhängige Expertenkreis Antisemitismus“ kritisierte diese Praxis bereits 2017 :
„Dies betrifft v. a. die Zuordnung zum Phänomenbereich »rechts«, die vorgenommen wird, sobald Bezüge zum Nationalsozialismus zu erkennen sind. Dies stellt nicht in Rechnung, dass NS-Symbole ein allgemeines, Judenfeindlichkeit zwar indizierendes, aber auch generell diffamierendes Mittel sind, dessen sich auch politisch nicht weit rechts stehende Täterinnen und Täter bedienen. Fremdenfeindliche und antisemitische Straftaten werden grundsätzlich immer dann dem Phänomenbereich PMK-Rechts zugeordnet, wenn keine weiteren Spezifika erkennbar sind (z. B. nur der Schriftzug »Juden raus«) und zu denen keine Tatverdächtigen bekannt geworden sind. Damit entsteht möglicherweise ein nach rechts verzerrtes Bild über die Tatmotivation und den Täterkreis.“
Das Bundesamt für Verfassungsschutz nennt in seinen Jahresberichten ab 2001 folgende Zahlen:
| Jahr | Antisemitische Straftaten | davon Gewalttaten | Anti-israelische Straftaten | davon Gewalttaten |
| ---- | ------------------------- | ----------------- | --------------------------- | ----------------- |
| 2001 | 1.691                     |                   |                             |                   |
| 2002 | 1.771                     |                   |                             |                   |
| 2003 | 1.344                     |                   |                             |                   |
| 2004 | 1.449                     |                   |                             |                   |
| 2005 | 1.748                     |                   |                             |                   |
| 2006 | 1.809                     |                   |                             |                   |
| 2007 | 1.657                     |                   |                             |                   |
| 2008 | 1.559                     |                   |                             |                   |
| 2009 | 1.690                     |                   |                             |                   |
| 2010 | 1.268                     |                   |                             |                   |
| 2011 | 1.239                     |                   |                             |                   |
| 2012 | 1.374                     |                   |                             |                   |
| 2013 | 1.275                     | 51                | 41                          | 0                 |
| 2014 | 1.596                     | 45                | 575                         | 91                |
| 2015 | 1.366                     | 36                | 62                          | 1                 |
| 2016 | 1.468                     |                   |                             |                   |
| 2017 | 1.504                     | 37                |                             |                   |
| 2018 | 1.799                     | 69                |                             |                   |
| 2019 | 2.032                     | 73                |                             |                   |
| 2020 | 2.351                     | 57                |                             |                   |

Antisemitisch sind vor allem Zerstörungsaktionen gegen jüdische Friedhöfe. Diese haben seit dem Mittelalter gerade in deutschsprachigen Gebieten eine lange Tradition. Sie geschehen auch heute noch vermehrt während der Karwoche und um den 9. November (den Jahrestag der Novemberpogrome 1938) herum. Anders als bei anderen werden bei jüdischen Gräbern meist keine Beete zertrampelt, Blumen oder Leuchten gestohlen, sondern Grabsteine oder Grabplatten umgestürzt und zerstört, Grabbegrenzungen herausgerissen, Friedhofstore eingetreten und Ähnliches. Hinzu kommen Schmähparolen als Graffiti wie „Juda verrecke“, „Tod den Juden“, „Juden raus“, „Sieg Heil“, „Blut und Ehre“, „Viertes Reich“, „SS“, „SA“, „Judenschwein“ oder „Judensau“.
Die Schändung jüdischer Friedhöfe wird seit 1945 statistisch zu erfassen versucht. Registriert wurden in Deutschland bis 1990 rund 1000 gemeldete Fälle; die vermutete Dunkelziffer liegt weit höher. Von 1990 bis 2000 gab es 409 registrierte Fälle, mehr als doppelt so viel wie von 1970 bis 1990. Das Grabmal von Heinz Galinski, dem früheren Leiter des jüdischen Zentralrats, wurde 1998 zwei Mal gesprengt, so dass sein Nachfolger Ignatz Bubis sich in Israel beerdigen ließ. Nach einer Studie von Adolf Diamant aus dem Jahr 1982 konnten nur 36,5 % der bis dahin bekannten Fälle aufgeklärt werden; fast alle davon ordneten die Behörden antisemitischen Tätern, 0,3 % davon „Jugendlichen“ ohne „politische Motive“ zu. Nachfragen ergaben damals, dass die meisten Landesbehörden nicht darüber Buch führten und die angegebenen Motive auf reinen Annahmen beruhten. 2017 wurden 20, 2018 dann 27 antisemitisch motivierte Schändungen jüdischer Friedhöfe erfasst; nur drei Fälle wurden aufgeklärt.
Auch Angriffe auf Synagogen (2017: 27; 2018: 21) und Erinnerungsstätten des Holocaust, etwa mit Graffiti, haben sich seit der deutschen Einheit enorm vermehrt. Die Täter werden besonders in Deutschland nur sehr selten gefunden. Die Verfolgung von Grabschändungen wird hier meist nach fünf Monaten eingestellt. Die Aufklärungsrate liegt im europäischen Vergleich fast an letzter Stelle.
Journalisten wie Anton Maegerle, Medien wie der SPD-nahe Blick nach Rechts, die Amadeu Antonio Stiftung und Privatinitiativen registrieren antisemitische Straftaten, etwa als regelmäßig veröffentlichte „Chronologie antisemitischer Vorfälle“. Die 2015 in Berlin gegründete Recherche- und Informationsstelle Antisemitismus (RIAS) registriert auch strafrechtlich nicht relevante und von Opfern nicht angezeigte antisemitische Übergriffe. Sie führte 2018 allein für Berlin 1083 (2017: 947) Delikte auf, darunter 46 (2017: 18) Angriffe, 46 (2017: 23) Bedrohungen, 43 (2017: 42) Sachbeschädigungen, 831 (2017: 679) Fälle verletzenden Verhaltens (davon 442 online – 2017: 325) und 117 (2017: 185) weitere Propagandavorfälle. Im Durchschnitt kommt es mindestens viermal täglich in Deutschland zu solchen Taten. Wegen fehlender einheitlicher Kriterien riet der Unabhängige Expertenkreis Antisemitismus der deutschen Polizei und Justiz dazu, mit Nichtregierungsorganisationen zusammen ein möglichst realistisches Bild antisemitischer Straftaten zu erstellen. RIAS ordnete für 2018 18 % der Vorfälle als rechtsextrem, 9 % als israelfeindlich, 2 % als islamistisch, 49 % als unbekannt ein. Für die erste Jahreshälfte 2019 wurden RIAS im Schnitt pro Tag zwei judenfeindliche Vorfälle bekannt, die Dunkelziffer wurde weit höher geschätzt. Besonders gefährdet seien Personen, die etwa durch Tragen einer Kippa oder Telefonieren auf Hebräisch „als jüdisch erkennbar“ seien.
2018 erfasste die Polizei in Berlin 324 antisemitische Taten. 253 davon ordnete sie als „rechts“ motiviert ein, drei als nicht zuzuordnen. Auf Nachfrage erklärte sie, in 191 Fällen seien keine Täter gefunden worden. Demnach wurden 120 Fälle ohne erkennbare Motive als rechtsextrem eingeordnet. Grund war, dass nur 111 aller Fälle (34 Prozent) aufgeklärt wurden und bei unspezifischen Parolen wie „Juden raus“ meist rechtsextreme Motive angenommen werden.
Das BKA ermittelte für 2018 insgesamt 1799 antisemitische Straftaten, fast 20 % mehr als im Vorjahr. Sie wurden zu 90 % als „PMK rechts“ eingeordnet, wie auch 49 von 69 antisemitischen Gewalttaten. Gegenüber Kritik an möglicher falscher Zuordnung erklärte das BKA, die Bewertung politischer Straftaten durchlaufe eine „mehrstufige Qualitätskontrolle“. Diese habe in den letzten Jahren keine Hinweise auf eine „statistisch verzerrende Wirkung dieser Zuordnungsregel“ ergeben. Dagegen ordneten in einer Umfrage 81 % der befragten Opfer antisemitischer Gewalttaten die mutmaßlichen Täter einer „muslimischen Gruppe“ zu. Die Initiatoren der Umfrage stellten deren Aussagekraft in Frage, weil nur 16 Beteiligte von selbst erlebten Gewalttaten berichteten, die Herkunft der Täter oft nach ihrem Aussehen vermutet hatten und mehrfache Antworten möglich waren.
Für Januar bis Juni 2019 registrierte das BKA bundesweit 442 antisemitische Straftaten. 2019 wies die Kriminalstatistik Berlins 281 antisemitische Vorfälle (14,6 % weniger als 2018) aus. 230 davon ordnete die Polizei als rechtsextrem, 40 als „ausländische Ideologie“, drei als „religiöse Ideologie“, einen Fall als linksextrem ein. Die Strafverfolgungsbehörden leiteten 2019 in Berlin laut dem Jahresbericht der Berliner Antisemitismusbeauftragten Claudia Vanoni Verfahren zu 386 judenfeindlichen Taten ein. Davon wurden 169 Verfahren (44 %) mangels Hinweisen auf Täter oder Spuren eingestellt. Nur 27 Verfahren wurden 2019 rechtskräftig abgeschlossen, meist mit einer Geldstrafe, zwei mit einer Bewährungsstrafe.
An Jom Kippur, dem höchsten jüdischen Feiertag am 9. Oktober 2019, scheiterte in Halle (Saale) der Versuch eines Massenmordes an Juden: Nachdem dem Rechtsextremisten Stephan Balliet nicht gelungen war, in die Synagoge im Paulusviertel einzudringen, um dort versammelte Personen zu töten, reagierte er seinen Frust ab, indem er zwei Personen ermordete, die er zufällig traf (siehe Hauptartikel Anschlag in Halle (Saale) 2019).
Laut einer Antwort der Bundesregierung auf regelmäßige Anfragen von Bundestagsvizepräsidentin Petra Pau kam es 2019 bundesweit zu so vielen judenfeindlichen Straftaten wie nie seit 2001, das Jahr, in dem die Kriterien zur Erfassung von Straftaten rechter, linker, islamistischer und anderer politischer Fanatiker erweitert und präzisiert wurden. Laut dem Antisemitismus-Beauftragten für Bayern Ludwig Spaenle gab es allein im Freistaat 2019 knapp 37 Prozent mehr Fälle als im Vorjahr. Wie die Welt am Sonntag im Mai unter Berufung auf den Jahresbericht 2019 des Innenministeriums zur „Politisch motivierten Kriminalität“ (PMK) berichtete, gab es 2019 bundesweit rund 2000 Straftaten gegen Juden und jüdische Einrichtungen. Das bedeutet im Vergleich zum Vorjahr einen Anstieg um rund 13 Prozent.
Im Jahr 2020 wurden in Deutschland auf Demonstrationen und im Internet vermehrt antisemitische Äußerungen verbreitet. Auch wurden 2020 mehr judenfeindliche Straftaten denn je seit ihrer Erfassung ab 2001 verübt: Erstmals seit 20 Jahren im Durchschnitt täglich sechs.
Ende Februar 2022 teilte das Bundesinnenministerium auf eine Kleine Anfrage im Bundestag mit, dass 2021 bundesweit 3028 antisemitische Straftaten registriert wurden, ein Anstieg zum Vorjahr um etwa 30 Prozent. 2021 gab es demnach 63 Gewalttaten und 327 Propagandadelikte. Ein Tötungsdelikt mit vier Todesopfern Anfang Dezember 2021, bei dem der mutmaßliche Täter seine Ehefrau, drei Töchter und dann sich selbst erschossen hatte, wird ebenfalls als antisemitisches Verbrechen eingeordnet, da der Täter von der Existenz einer jüdischen Weltverschwörung überzeugt war, nämlich dass der Staat mit der COVID-19-Impfkampagne einen „bösen“ Plan verfolge, die Weltbevölkerung um die Hälfte reduzieren und eine neue Weltordnung unter jüdischer Führung aufbauen wolle.
Nach Angaben der Bundesregierung wurden in der ersten Hälfte des Jahres 2022 bundesweit 945 Fälle gezählt gegenüber 1749 Straftaten im ersten Halbjahr 2021. Das entspricht einem Rückgang von rund 45 Prozent. Das Bundeskriminalamt (Stand 28. Februar 2023) meldete, dass 2022 bisher 2639 judenfeindliche Straftaten verzeichnet worden seien (im Vorjahr 3028 Delikte), die Zahlen des vierten Quartals stünden aber noch aus. Die Zahl judenfeindlicher Gewalttaten sei hingegen im Vergleich zum Vorjahr von 63 auf 88 angestiegen.
Die Recherche- und Informationsstelle Antisemitismus (RIAS) dokumentierte für 2023 insgesamt 4782 antisemitische Vorfälle, ein Anstieg um fast 83 Prozent gegenüber dem Vorjahr. Mehr als die Hälfte der Fälle (2787) ereigneten sich nach dem Terrorangriff der Hamas auf Israel im Oktober 2023. Das Bundesinnenministerium erfasste sogar 5.164 Delikte für das Jahr 2023, davon 43 Gewalttaten. Das Bundeskriminalamt meldete 2024, dass die Zahl antisemitischer Straftaten im Jahr 2023 gegenüber dem Vorjahr sogar um 95,53 Prozent zugenommen habe. 47,1 Prozent dieser Straftaten wurden von Januar bis Oktober 2023 erfasst, 52,9 Prozent dieser Delikte wurden ab dem 7. Oktober 2023, dem Datum des Terrorüberfalls der Hamas auf Israel, bis Jahresende registriert.
Laut Bundesinnenministerium wurden 2024 6.236 antisemitische Straftaten begangen, was einem Anstieg von knapp 21 Prozent im Vergleich zum Vorjahr entspricht. Dabei kam es zu 54 Gewalttaten.

#### Corona-Pandemie
Felix Klein, der Antisemitismusbeauftragte der Bundesregierung, warnte Ende März 2020 vor massenhaft kursierender antijüdischer bzw. anti-israelischer Hetze und diesbezüglichen Verschwörungstheorien im Internet im Zuge der COVID-19-Pandemie. Die Krise liefere einen Nährboden für Beschuldigungen einzelner Personengruppen. „Krudester Antisemitismus“ breche sich Bahn. So werde absurderweise behauptet, die Pandemie sei durch einen fehlgeschlagenen Biowaffentest des Mossad ausgelöst worden. Auch von jüdischen Gewinnen aus einem möglichen Impfstoff, von Israel entwickelten Waffen und einem jüdischen Versuch zur Reduzierung der Weltbevölkerung sei die Rede. Klein rief dazu auf, antisemitische Diffamierungen den Plattformbetreibern zu melden. Außerdem kritisierte er scharf, dass Teilnehmer von Corona-Demos nachgebildete Judensterne trugen, um sich gegen eine vermeintliche Impfpflicht zu wehren. Auch durch den Vergleich der Maskenpflicht mit dem Tragen des Judensterns im Nationalsozialismus werde auf solchen Demonstrationen die Shoa relativiert. Das sei „absolut nicht hinnehmbar und sollte gegebenenfalls auch strafrechtlich verfolgt werden“, so Klein. Die Leiterin der RIAS Bayern Annette Seidel-Arpacı bezeichnete das Tragen von Judensternen auf diesen Demos als einen „Schlag ins Gesicht der jüdischen Bevölkerung“. Zudem tauchten im Netz antisemitische Karikaturen auf wie die eines Juden in einem trojanischen Pferd, der so das Virus in eine Stadt einschleust. Es wurde unterstellt, das Virus sei von „den Zionisten“ in israelischen Laboren hergestellt worden, und es wurde dazu aufgefordert, Juden vorsätzlich mit dem Erreger anzustecken. Der Verein „München ist bunt“ nannte als Beispiel für antisemitische Vorfälle während der Kundgebungen gegen die Corona-Maßnahmen eine während einer Demonstration in München von Teilnehmern verwendete Fotomontage, auf der zu sehen war, wie Menschen von Uniformierten, die den Davidstern tragen, gewaltsam geimpft werden.
Nora Goldenbogen, die Vorsitzende des Landesverbands Sachsen der Jüdischen Gemeinden, sagte, sie habe Verschwörungstheorien „erwartet“. Diese kämen „in Krisen immer wieder hoch, mit teils seit dem Mittelalter bekannten Mustern und Beschuldigungen“. Der Landesverband erstattete Strafanzeigen, nachdem antisemitische Parolen im Leipziger Hauptbahnhof gehangen waren und jüdische Online-Gottesdienste von Rechtsextremen gehackt und angegriffen worden waren.
Laut einem vertraulichen Bericht des israelischen Außenministeriums, der der Zeitschrift Die Welt vorlag, ergab eine Analyse, dass – nach den USA und Frankreich – aus Deutschland die meisten antisemitischen Äußerungen im Zusammenhang mit der COVID-19-Pandemie ins Netz gestellt werden. Laut dieser Analyse verbreiten sich entsprechende Hassreden vor allem auf den gängigen Social-Media-Plattformen, insbesondere Twitter, Telegram, Reddit und Facebook. Bei der antisemitischen Propaganda sei Israel ein Hauptziel von Verschwörungstheoretikern, auch von Gruppen, die den palästinensischen Terrorismus unterstützten.
Josef Schuster, der Präsident des Zentralrats der Juden in Deutschland, warnte im April 2020 davor, sich bei Demonstrationen gegen coronabedingte Beschränkungen mit Rechtsradikalen, die antisemitische Verschwörungsmythen und ihr radikales Weltbild verbreiteten, gemein zu machen. Daher müsse man sich bewusst machen, an wessen Seite man demonstriere. Gegen die derzeitigen Maßnahmen auf die Straße zu gehen und dabei Symbole zu benutzen, die an den Holocaust erinnerten, sei zudem geschmacklos und verhöhne die Opfer.
Bei der Vorstellung des Jahresberichts des Dachverbands der Opferberatungsstellen VBRG sagte der Politikwissenschaftler Gideon Botsch vom Potsdamer Moses Mendelssohn Zentrum für europäisch-jüdische Studien im Mai 2020: „Bei einigen Protesten gegen die Infektionsschutzmaßnahmen der letzten Wochen tritt, bei aller Unterschiedlichkeit der Teilnehmenden, der dauernd latent vorhandene Antisemitismus hinter dem Verschwörungsdenken nun offen zutage.“ Die „sehr rasante Dynamik der Aufheizungen“ lasse „neue rechtsterroristische Radikalisierungsschübe befürchten“.
Ronen Steinke merkte nach der Demonstration in Berlin am 29. August 2020 gegen die staatlichen Maßnahmen zur Eindämmung der COVID-19-Pandemie an, die Demonstranten seien alle Antisemiten, insofern sie einer der Verschwörungstheorien anhängen, nach denen an der Pandemie Juden schuld seien.
Die Recherche- und Informationsstelle Antisemitismus Berlin (RIAS Berlin) gab Anfang September 2020 bekannt, dass sie seit März 2020 in Berlin 75 antisemitische Vorfälle mit explizitem Corona-Bezug dokumentiert habe. 25 Versammlungen mit Corona-Bezug schätzte RIAS als antisemitisch ein, darunter die von März bis Juli wöchentlich abgehaltenen „Hygienedemos“ sowie die „Querdenker“-Demonstrationen im August 2020. RIAS-Projektleiter Benjamin Steinitz sagte, die Sichtbarkeit von Verschwörungsmythen sei dort sehr hoch, die Übergänge hin zu antisemitischen Positionen fließend.
Der Präsident der Europäischen Konferenz der Rabbiner Pinchas Goldschmidt sagte Anfang 2021, in der Pandemie sänken die Hemmschwellen immer weiter und es werde versucht, „Geschichte umzuschreiben und zu verharmlosen“. „Antisemitische und antizionistische Hassbotschaften, sowohl im Netz als auch im Alltag auf der Straße“, werden laut Goldschmidt „immer unverhohlener skandiert“. Nach den Worten Rüdiger Mahlos, Repräsentant der Claims Conference in Deutschland, die die Ansprüche von Holocaust-Überlebenden vertritt, müssen diese Überlebenden in der Corona-Krise erleben, „wie Holocaust-Leugnung und -Verzerrung sowie antisemitische Ausfälle […] verstärkt um sich greifen“. Teenager sähen „sich durch die Einschränkungen während der Pandemie in der Rolle von Anne Frank; Schlagersänger vergleichen die pandemischen Bedingungen mit Zuständen in den KZs“. Das alles belaste und verängstige die Überlebenden zusätzlich.

#### Aktuelle Tendenzen
Seit dem 11. September 2001 sprechen einige Forscher von einem „neuen“ Antisemitismus. Klaus Holz sieht das Neue in der Einigung radikaler Islamisten, Neonazis und mancher Linksextremisten auf einen antisemitischen Antizionismus: Sie alle sähen die Welt und sich selbst als Opfer irgendeiner jüdisch-zionistisch-kapitalistischen Verschwörung in Politik, Wirtschaft und Medien. Dabei stellten sie sich „die Juden“ als treibende Kräfte hinter den Kulissen vor, die zusammen mit der US-Regierung und Israel eine Weltherrschaft etablieren und die Völker zerstören wollten. Auch der Sozialwissenschaftler Samuel Salzborn sieht „Verbindungslinien zwischen rechtem, linkem und islamischem Antisemitismus“. Diese Formen betrachtet er „als negative Leitidee der Moderne“. In ihnen werde der Hass auf Freiheit und Gleichheit projiziert. Ihr Weltbild schließe die abstrakten Strukturen und Logiken der modernen Gesellschaft und des bürgerlichen Staates aus. Das Gefühl hingegen richte sich in einer „kalten Instrumentalität“ nicht auf Individuen, sondern auf das „homogen phantasierte Kollektiv.“ Die Verantwortung der gesellschaftlichen Mitte liege darin, dass „in einem öffentlichen Klima, in dem Israelhass und antisemitische Schuldabwehr fortwährend öffentlich kommuniziert werden, auch rechter, linker und islamistischer Antisemitismus wieder alltäglicher“ würden. Anfang 2019 kritisierte Salzborn, dass an deutschen Schulen eine Auseinandersetzung „mit dem aktuellen, gerade sogar tagesaktuellen Antisemitismus“ kaum stattfinde. Schüler bekämen „das Gefühl, dass mit der Niederschlagung des Nationalsozialismus der Antisemitismus aus der Welt geschafft worden sei“. Es gebe sogar Schulbücher, die die gegen Israel gerichtete Täter-Opfer-Umkehr befeuerten und Israel im Konflikt mit den Palästinensern als alleinigen Aggressor darstellen. Ein verbindliches Meldesystem für Antisemitismus an Schulen sei notwendig und Lehrkräfte müssten sich „allein an der Wahrheit orientieren und nicht an einer schwammigen, willkürlichen Diversität“.
Laut Salzborn (2019) liegt der „antisemitische Bodensatz in Deutschland“ weiter bei einem hohen Wert von 15 bis 20 Prozent, verändert habe sich jedoch die intensivere weltweite Vernetzung der Antisemiten untereinander in sozialen Medien, beispielsweise in Online-Spielen, Foren und Chatboards. Auch der Politikwissenschaftler Florian Eisheuer von der Amadeu Antonio Stiftung bestätigte, dass es „gerade im Online-Bereich die Tendenz zur Grenzüberschreitung“ gebe. Der stark gestiegene Online-Antisemitismus habe „natürlich auch Effekte auf die Offlinewelt“.
Der ehemalige Präsident des Zentralrats der Juden in Deutschland Dieter Graumann warnte beim Holocaustgedenktag 2014 vor einem neuen Antisemitismus in Deutschland. Er verwies darauf, dass „Jude“ in Schulen wieder als Schimpfwort benutzt wird, dass jüdische Menschen manche deutsche Orte nicht gefahrlos betreten und dort keine jüdischen Symbole wie Kippa oder Davidstern tragen können. Das dürfe niemand in Deutschland akzeptieren. Auch Charlotte Knobloch, die Präsidentin der Israelitischen Kultusgemeinde München und Oberbayern, beklagte Ende 2018 eine Radikalisierung des Antisemitismus in Deutschland. Früher sei „Antisemitismus die Ablehnung einer gewissen Bevölkerungsgruppe“ gewesen. Heute sei es „schlicht und einfach Judenhass“. Zwar habe auch „der muslimische Antisemitismus Einfluss in Deutschland“, allerdings sei es nicht zulässig, wenn die Flüchtlingspolitik als Ursache für die Zunahme des Antisemitismus genannt werde. Sie stellte fest: „Wir haben nicht ein Antisemitismusproblem, weil Menschen aus anderen Kulturkreisen zu uns kommen.“ Anfang 2019 äußerte der Vizepräsident des Zentralrats der Juden in Deutschland Abraham Lehrer, dass es in der Bundesrepublik zusätzlich zum klassischen rechten Antisemitismus einen „abnehmenden Respekt“ der Mehrheitsgesellschaft gegenüber Juden gebe. Dies äußere sich in Schuld- und Erinnerungsabwehr, beispielsweise durch Kritik an vermeintlich „übertriebenen Formen“ des Holocaust-Gedenkens, sowie in Hass auf Israel. Die jüdische Gemeinschaft müsse „so vehement wie lange nicht“ für ihre Grundrechte kämpfen. Man mache sich Sorgen, aber lebe „nicht in Angst“, so Lehrer.
Am 25. Mai 2019 riet der Antisemitismusbeauftragte der Bundesregierung, Felix Klein, Juden davon ab, überall in Deutschland die Kippa zu tragen. Er begründete das mit der „zunehmenden gesellschaftlichen Enthemmung und Verrohung“, die einen fatalen Nährboden für Antisemitismus darstelle. Etwa 90 Prozent der Straftaten seien dem rechtsradikalen Umfeld zuzurechnen. Bei muslimischen Tätern seien es zumeist Menschen, die schon länger in Deutschland lebten. „Viele von ihnen gucken arabische Sender, in denen ein fatales Bild von Israel und Juden vermittelt wird.“
Poensgen/Steinitz (2019) zufolge sind antisemitische Aggressionen aufgrund ihrer Heterogenität (Bemerkungen, Beleidigungen, Sachbeschädigungen, Bedrohungen, gewalttätige Angriffe) eine „alltagsprägende Erfahrung“ für Juden in Deutschland. Sie seien daher „gezwungen, in ihrem Alltag das Verhältnis zwischen ihren vielfältigen jüdischen Identitäten und der potentiellen und tatsächlichen Konfrontation mit antisemitischen Artikulationen permanent auszuhandeln“.
Die Soziologin Julia Bernstein (2020) kritisierte, dass Antisemitismus „häufig lediglich mit seinen fortgeschrittenen Manifestationen gleichgesetzt“ werde, es fehle also „das Verständnis über seine Entwicklung in Abstufungen antisemitischer Denk- und Handlungsmuster und ihre Struktur“. Er fange „nicht mit Hass an, sondern mit negativbehafteten Kategorien, Pauschalisierungen, Stereotypen, Vorurteilen, Skepsis und Vorsicht, Ignoranz, emotionaler Abneigung, einer unterschwelligen Abwertung oder einer unreflektierten Nutzung alltagssprachlicher Schmähungen“. Antisemitismus ziele „auf Vernichtung“ und basiere „auf der grundlegenden, in ihrer Einfachheit erschreckenden Idee, dass ‚die Welt ohne Juden schöner wäre‘“. Zudem unterlaufe der gegenwärtige Antisemitismus die soziale Ächtung, indem er sie im Israelbezug umgehe; antisemitische Ideologie und Ressentiments würden auf den Staat Israel projiziert.
Seit einigen Jahren klagen Personen des öffentlichen Lebens öfter auf Unterlassung von Antisemitismusvorwürfen, so Xavier Naidoo gegen die Amadeu Antonio Stiftung, Jürgen Elsässer gegen Jutta Ditfurth und „Die Bandbreite“ gegen die taz. Immer öfter entscheiden deutsche Gerichte zugunsten der Kläger, bewerten deren Persönlichkeitsrecht also höher als die Meinungs- und Pressefreiheit. Josef Joffe (Die Zeit) kritisierte mit Blick auf die Debatte um Jakob Augstein, es sei heute schlimmer, „jemanden einen Antisemiten zu nennen, als einer zu sein.“
Im Zusammenhang mit zwei als antisemitisch kritisierten Karikaturen in der Süddeutschen Zeitung (eine davon stellte den Facebook-Gründer Mark Zuckerberg als hakennasige Krake dar, deren Tentakeln sich über alle Kommunikationsbereiche ausbreiten) schrieb der Unabhängige Expertenkreis Antisemitismus Ende 2018, die „nachträgliche Entschuldigung“ reihe sich „ein in den üblichen Umgang mit Antisemitismus […] Die damit verbundene Behauptung, die über Generationen tradierten Zuschreibungen, Juden würden gesellschaftliche Bereiche im Würgegriff halten, häufig mit Tentakeln stilisiert, sei nicht bekannt gewesen, gehört in das Repertoire klassischer Entschuldungsstrategien oder ist Ausdruck einer großen Unwissenheit.“
Im April und Mai 2020 kam es zu einer Kontroverse über den von Stefanie Carp als Eröffnungsredner für die Ruhrtriennale vorgesehenen afrikanischen Historiker und Philosophen Achille Mbembe, indem diesem antisemitische und israelfeindliche Äußerungen vorgeworfen wurden. In einem offenen Brief forderten Landtagsabgeordnete Nordrhein-Westfalens, seinen Auftritt zu verhindern, worin sie vom Antisemitismusbeauftragten der Bundesregierung Felix Klein unterstützt wurden. Eine Reihe von Wissenschaftlern, die auf den Gebieten Geschichte des Antisemitismus und Nationalsozialismus, des Kolonialismus und Rassismus sowie in der Genozid-Forschung tätig sind, nahm daraufhin Mbembe gegen den Antisemitismusvorwurf in Schutz. Der Wissenschaft müssten analytische Vergleiche erlaubt sein, sonst könne sie ihre Aufgabe nicht erfüllen und man könne nicht aus der Vergangenheit lernen. Ein allzu ausgedehnter Antisemitismusbegriff, der jede Kritik an Israel und seiner Regierung einschließe, schade schließlich dem durchaus notwendigen Kampf gegen den Antisemitismus. In einem zweiten Schreiben an Bundesinnenminister Horst Seehofer forderten 37 jüdische und Israel gegenüber kritische Wissenschaftler und Künstler, die unter anderem in Israel und den USA lehren, die Abberufung des Antisemitismusbeauftragten Felix Klein und kritisierten dessen Äußerungen zum geplanten Auftritt Mbembes. Jüdische und zivilgesellschaftliche Organisationen in Deutschland verteidigten Klein daraufhin in einem offenen Brief an Seehofer. Wer bei einer ernsthaften Bekämpfung des Antisemitismus „sich nicht nur auf den leicht erkennbaren, offensichtlichen Antisemitismus“ fokussiere, schrieben sie, der müsse „bereit sein, ans ‚Eingemachte‘ zu gehen“. Auch der Präsident des Zentralrats der Juden in Deutschland Josef Schuster nannte die Kritik an Klein „ungerechtfertigt“, „inakzeptabel“ und „diffamierend“. 700 afrikanische Intellektuelle, Literaten und Künstler schrieben einen Brief an Bundeskanzlerin Angela Merkel und Bundespräsident Frank-Walter Steinmeier. Darin kritisierten sie die „falschen Vorwürfe des Antisemitismus“, die von „rechtsextremen“ und „konservativen und rassistischen Gruppen“ in Deutschland gegen Mbembe erhoben worden seien. Der Vorwurf des Antisemitismus sei nicht nur unbegründet, sondern beschädige zudem das Recht auf „Kritik, Gedanken- und Meinungsfreiheit, die akademische und künstlerische Freiheit und die Freiheit des Gewissens“. Auch in diesem Brief wurde die Entlassung Felix Kleins gefordert. Tobias Rapp erinnerte hingegen im Spiegel daran, dass die israelische Psychologieprofessorin Shifra Sagy auf Betreiben Mbembes 2018 von einer Konferenz ausgeladen worden war, weil sie Israelin sei. Das sei dokumentiert und entsprechende Mails lägen vor. Mbembe habe „ein Problem mit Israel und Israelis“. Es gebe gegen ihn keine rechte Verschwörung und er habe sich nie klar zu den Vorwürfen geäußert. Dass in der Debatte um Mbembe vor allem die Diskussionskultur verliere, bedauert Claus Leggewie. Über Holocaust, Rassismus und Kolonialismus könne „kaum noch ohne Schaum vorm Mund diskutiert werden“. Erforderlich sei eine genaue Prüfung, ob man „von einer Vorläuferschaft des Holocaust im Kolonialismus und seinen Nachwirkungen in heutigen Kontexten sprechen“ könne. Er hofft, dass am Ende eine „gemeinsame Gegnerschaft zum weißen Suprematismus“ stehe, der „den unbestreitbaren Hauptgegner darstellen sollte“.
Felix Axster vom Zentrum für Antisemitismusforschung schrieb im Freitag 22/2020, dass sich die Spannung zwischen Postkolonialismus und Postnazismus nicht einfach auflösen lasse. Wenn Klein seine Kritik an Mbembe mit den Worten verteidige: „Der Holocaust und die Auseinandersetzung damit gehören zur deutschen Identität.“, berücksichtige dies nicht, dass für viele Menschen weltweit – vor allem aus der südlichen Hemisphäre – der Kolonialismus die zentrale Erfahrung darstelle und ihnen die deutsche Erinnerungskultur daher als provinziell erscheinen müsse.
Im Juni 2020 veröffentlichte die Amadeu Antonio Stiftung drei „Zivilgesellschaftliche Lagebilder Antisemitismus“ aus Sachsen, Baden-Württemberg und Rheinland-Pfalz, aus denen hervorgeht, dass Juden sich massiv durch Antisemitismus bedroht fühlen. Judenhass sei ein „Alltagsphänomen, das in der gesamten Breite der Gesellschaft vorzufinden ist“. Das werde seit Beginn der Corona-Pandemie zusätzlich befeuert. „Die Behauptung, eine mächtige, raffgierige Elite habe das Coronavirus erfunden, um eine globale Diktatur zu errichten, mündet in Antisemitismus und NS-Vergleichen“, teilte die Stiftung mit. Konstant verbreitet sei auch ein schuldabwehrender Antisemitismus, bei dem ein Ende des „Schuldkults“ und ein „Schlussstrich“ unter die Erinnerung an den Nationalsozialismus gefordert werde. Der gegen Israel zielende Antisemitismus nehme ebenfalls zu. Die Stiftungsvorsitzende Anetta Kahane stellte fest, dass der Antisemitismus „ohne Zweifel das Betriebssystem jedes verschwörungsideologischen Programms“ sei. Die jeweiligen Landesregierungen wurden aufgefordert, die zivilgesellschaftlichen Strukturen „dringend zu stärken“.
2020 wies der Antisemitismusbeauftragte der Bundesregierung Felix Klein darauf hin, dass die aus den USA stammende und auch in Deutschland immer mehr Anhänger findende verschwörungstheoretische QAnon-Bewegung sich durch ihre „Anschlussfähigkeit an verschiedenste Verästelungen von Verschwörungsmythen“ auszeichne. Antisemitismus wirke dabei „wie ein unheilvolles Bindemittel zwischen diesen Strömungen“.
Mit einem Appell „Initiative GG 5.3 Weltoffenheit“ haben sich im Dezember 2020 öffentliche Kultur- und Wissenschaftsinstitutionen in Deutschland für eine „Verteidigung eines Klimas der Vielstimmigkeit, der kritischen Reflexion und der Anerkennung von Differenz“ eingesetzt und verweisen dabei auf die grundgesetzlich geschützte Kunst- und Wissenschaftsfreiheit (Art. 5 Absatz 3 GG). Durch „missbräuchliche Verwendungen des Antisemitismusvorwurfs“, so die Initiatoren, würden unter Berufung auf den BDS-Beschluss des Deutschen Bundestages „wichtige Stimmen beiseitegedrängt und kritische Positionen verzerrt dargestellt“.
Im Zuge der neuerlichen Eskalation der Gewalt im Nahostkonflikt kam es seit dem 11. Mai 2021 in Deutschland in mehreren Städten zu Anschlägen auf Synagogen und Mahnmale, zu Verbrennungen von Israelflaggen sowie zu Kundgebungen, bei denen in Sprechchören antisemitische und antiisraelische Parolen gerufen wurden. Eine Demonstration im Berliner Stadtteil Neukölln am 15. Mai 2021 wurde von der Polizei wegen Verstoßes gegen die Corona-Regeln aufgelöst. Dabei wurden Steine, Flaschen und Feuerwerkskörper auf die Sicherheitsvertreter geworfen und Rufe wie „Kindermörder Israel“ und „Frauenmörder Israel“ waren zu hören. Eine Kundgebung in Hamburg Ende Mai 2021, auf der ebenfalls antiisraelische Parolen skandiert wurden, wurde von einer Gruppe „Muslim Interaktiv“ angemeldet, hinter der Kenner der Szene die 2003 in Deutschland verbotene fundamentalistische und islamistische Organisation Hizb ut-Tahrir vermuten. Vertreter der OFEK – Beratungsstelle bei antisemitischer Gewalt und Diskriminierung wie auch der Recherche- und Informationsstelle Antisemitismus (RIAS) sagten, Juden seien direkt und auf sozialen Plattformen „blankem Hass“ sowie „Beleidigungen und Anfeindungen bis hin zu Morddrohungen ausgesetzt“. Ein Sprecher des Bundesinnenministeriums äußerte, es gebe „Signale, dass sich das Täterspektrum zum Teil aus dem islamistischen und linken Milieu zusammensetzt“. Vertreter der Politik, der Kirchen sowie der Zentralrat der Muslime in Deutschland verurteilten die Hassausbrüche. Der Präsident des Zentralrats der Juden in Deutschland Josef Schuster kritisierte in einem Grußwort zum FDP-Bundesparteitag, die „Ablehnung, der Protest“ auf der Straße richteten „sich nicht gegen die palästinensische Terrorgruppe Hamas und deren Raketen, sondern gegen uns, gegen Juden“. Man erwarte, dass die Bürger sich „lautstark und öffentlich“ gegen den Antisemitismus stellen. Es sei an der Zeit, „[a]ufzustehen gegen Judenhass bei Corona-Leugner-Demos, […] bei Anti-Israel-Demos. Und aufzustehen gegen all die Spalter, die Extremisten, die Radikalen, die an den Fundamenten unserer Demokratie sägen“.
2022 sorgte auf der Kasseler documenta fifteen das auf dem Kasseler Friedrichsplatz installierte Banner „People’s Justice“ des indonesischen Künstlerkollektivs Taring Padi für scharfe Kritik. Auf diesem Banner, das 2002, vier Jahre nach Ende der Suharto-Diktatur, entstand, ist ein Soldat mit Schweinsgesicht zu sehen, der ein Halstuch mit Davidstern und einen Helm mit der Aufschrift „Mossad“ trägt. Abgebildet ist zudem ein als orthodoxer Jude dargestellter Mann mit Schläfenlocken, spitzen Zähnen, blutunterlaufenen Augen und krummer Nase sowie einem Hut mit SS-Runen. Kulturstaatsministerin Claudia Roth kritisierte die „antisemitische Bildsprache“, bei der auch die „Kunstfreiheit ihre Grenzen“ fände. Auch die israelische Botschaft und jüdische Organisationen schlossen sich der Kritik an. Die documenta teilte daraufhin mit, man habe sich „entschieden, die betreffende Arbeit zu verdecken und eine Erklärung dazu zu installieren“. Kurz darauf wurde das Werk abgebaut. Der Antisemitismusbeauftragte des Bundes Felix Klein sagte, die „Entscheidung der Kuratoren, dass zu einer der wichtigsten Kunstausstellungen der Welt keine jüdischen Künstler oder solche aus Israel eingeladen wurden“, sei der „Beginn einer Reihe von Fehlentscheidungen“ gewesen. In die Kritik geriet zudem die Bildserie „Guernica Gaza“ des palästinensischen Künstlers Mohammed Al-Hawajri: Die Nennung des 1937 von der Luftwaffe Hitler-Deutschlands bombardierten baskischen Orts Guernica in Verbindung mit den israelischen Militäroperationen im von der Hamas kontrollierten Gazastreifen lege eine Gleichsetzung Israels mit dem nationalsozialistischen Deutschen Reich nahe. Der Politikwissenschaftler Stephan Grigat meinte zu der Debatte, der Antisemitismus und Attacken auf Israel würden von Kulturverantwortlichen oft an das „delegiert […], was man den globalen Süden nennt“. Einen in der Einstellung zu Israel derart „homogenen globalen Süden“ und eine entsprechend einheitliche Positionierung gibt es laut Grigat jedoch nicht.
Nachdem jüdische Studierendenverbände 2022 Kritik an der Inszenierung von Wajdi Mouawads Stück Vögel am Metropoltheater München geübt hatten, wobei sie von Charlotte Knobloch und der Recherche- und Informationsstelle Antisemitismus (RIAS) Bayern unterstützt wurden, setzte das Theater alle Vorstellungen aus. In der Spielzeit 2019/20 war Mouawads Stück Vögel gleichzeitig an 14 Bühnen auf dem Spielplan. Es wurde teils mehrsprachig umgesetzt.
Der Historiker Sebastian Voigt sagte im Herbst 2023, dass Positionierungen wie „Wir gegen die“ oder eine selbst eingenommene Opferrolle „antisemitische Argumentationsformen bespielt[en]“. Unter Bezugnahme auf antisemitische Äußerungen wies er darauf hin, dass „[j]eder Tabubruch, der ohne reale Konsequenzen bleibt“, den Diskurs verschiebe. Das Bayerische Landesamt für Verfassungsschutz stellte fest, dass nicht nur die Verschwörungstheorien zur Corona-Pandemie, sondern auch solche im Zusammenhang mit dem Klimawandel oder dem russischen Angriffskrieg gegen die Ukraine „antisemitisch aufgeladen werden“ konnten und dazu beigetragen hätten, dass antisemitisches Gedankengut in der Gesellschaft bleibe.

##### Terrorangriff der Hamas auf Israel 2023
Nach der Ermordung von rund 1.200 Menschen beim Terrorangriff der Hamas auf Israel 2023 hat sich auch in Deutschland die Bedrohungslage deutlich verschärft. In Berlin wurden eine Synagoge mit Molotowcocktails und ein hebräisch sprechendes Paar mit Feuerwerk attackiert. Aufgemalte Davidsterne prangten an Häusern von Juden und plakatgroße „Fuck Israel“-Schriftzüge auf Bürgersteigen. Immer wieder skandierten Menschengruppen antisemitische Hassparolen auf pro-palästinensischen Demonstrationen, nicht nur in Berlin, auch in Hamburg, Nordrhein-Westfalen und Bayern. In vielen Gemeinden wurden aus Solidarität gehisste Israel-Flaggen gestohlen und verbrannt. Juden wurden auf offener Straße angepöbelt, besonders prekär ist die Situation in Berlin, wo zahlreiche antisemitische Vorfälle gezählt wurden.
Der Bundesverband der Recherche- und Informationsstelle Antisemitismus (RIAS) dokumentierte vom 7. bis 18. Oktober 2023 202 Vorfälle – 240 Prozent mehr als in der gleichen Zeit des Vorjahrs. Neun von zehn der dokumentierten Vorfälle seien „israelbezogener Antisemitismus“, teilte RIAS in Berlin mit. Israel werde von Demonstranten die Schuld an den Massakern der Hamas gegeben, der Staat Israel werde dämonisiert und delegitimiert. Vor allem die Markierungen mit Davidsternen sind laut RIAS wegen der Erinnerung an den Nationalsozialismus besonders verunsichernd.
In der Folge dieser Ereignisse wies der Antisemitismusforscher Wolfram Stender darauf hin, dass beim Sprechen über Israel „viel Unwissen und Halbwissen im Spiel [seien] und noch mehr Fake News, Lügen und absichtliche Falschdarstellungen“. Es seien keineswegs nur rechte oder bestimmte muslimische Milieus, die Israel dämonisierten, vielmehr geschehe dieses auch von links und aus der Mitte der Gesellschaft sowie „auch in manchen kirchlichen Kreisen“. Jüdische Schüler in Deutschland seien in Gefahr wie „seit Jahrzehnten“ nicht mehr. Er forderte Lehrer auf, bei antisemitischen Vorfällen sofort und entschlossen einzugreifen.

#### Gegenmaßnahmen
Der Deutsche Bundestag empfahl die EUMC-Arbeitsdefinition ab 2008 „für die Arbeit staatlicher Behörden“. Das Simon Wiesenthal Center veröffentlicht seit 2010 eine jährliche Rangliste der Top Ten Anti-Semitic/Anti-Israel Slurs. Darauf landeten bis 2013 auch Äußerungen deutscher Autoren und Journalisten.
Der Springer-Konzern wurde von seinem Gründer, dem Zeitungsverleger Axel Springer, nach dessen Grundsatz 2. Das Herbeiführen einer Aussöhnung zwischen Juden und Deutschen, hierzu gehört auch die Unterstützung der Lebensrechte des israelischen Volkes. auf die Bekämpfung des Antisemitismus – als auch jede Kritik an der israelischen Regierungspolitik umfassend – festgelegt. Nach Ansicht der Bild-Zeitung gibt es ein Netzwerk von „deutschen Politikern, Verbänden und Journalisten“, die „den Antisemitismus salonfähig machen“ und zu denen auch das Zentrum für Antisemitismusforschung der TU Berlin gehöre.
Der Duisburger Pädagoge Burak Yilmaz initiierte 2012 das Projekt Junge Muslime in Auschwitz und organisiert seitdem Fahrten mit muslimischen Jugendlichen nach Auschwitz.
Am 19. Januar 2015 bildete das Bundesministerium des Innern den achtköpfigen Expertenkreis Antisemitismus, darunter Werner Bergmann, Klaus Holz, Armin Pfahl-Traughber und Juliane Wetzel. Dass jüdische Wissenschaftler fehlten, wurde stark kritisiert, daraufhin erfolgten entsprechende Nachberufungen. Sein zweiter Bericht von 2017 betonte die aktuelle Bedeutung eines „Antisemitismus ohne Antisemiten“ sowie weiterer Formen und stellte Handlungsempfehlungen dazu vor.
Der Antisemitismusbeauftragte Felix Klein beobachtet in Debatten über den Nahostkonflikt, dass sich auch Kirchenvertreter antisemitisch äußerten: „Wenn deutsche Juden verantwortlich für die israelische Siedlungspolitik gemacht werden – dann ist das antisemitisch, und da erwarte ich, dass die Kirchenleitungen sich davon distanzieren.“ Laut Klein wird der Antisemitismus nicht nur von Extremisten im Netz befeuert, sondern auch von Menschen aus der „sogenannten Mitte unserer Gesellschaften, die an ihrer Ablehnung des Judentums keinen Zweifel lassen“. Der Kampf dagegen sei eine „gesamtgesellschaftliche Aufgabe“.

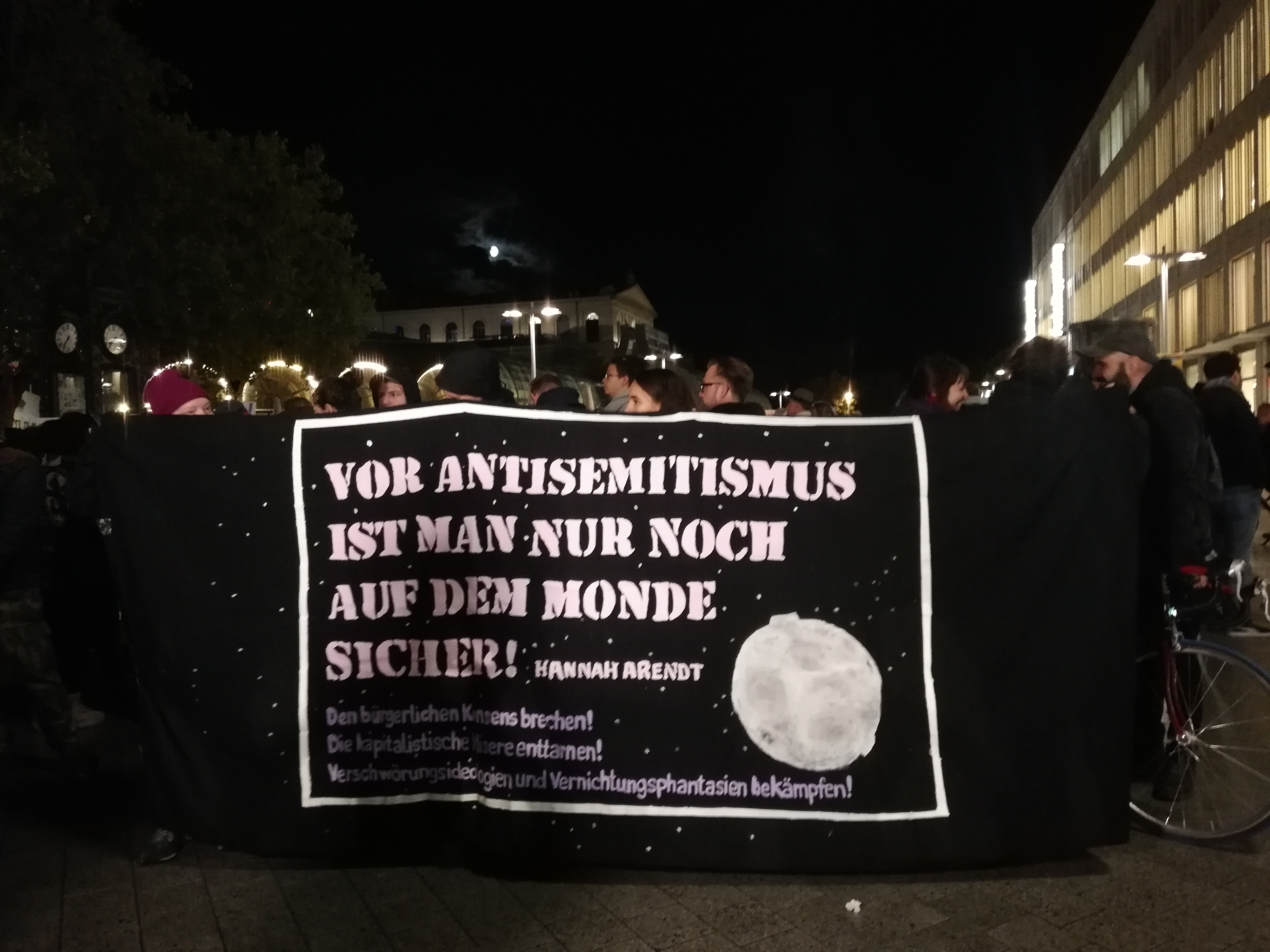
Mahnwache in Hannover gegen Antisemitismus nach dem Anschlag in Halle, 10. Oktober 2019

Im Juni 2019 wurde die Website www.stopantisemitismus.de von der Stiftung der Wochenzeitung Die Zeit freigeschaltet. Sie soll über Antisemitismus im Alltag aufklären, gibt situative Handlungsempfehlungen und bietet eine laufend aktualisierte Adressdatenbank, die auch Anlaufstellen für Menschen enthält, die mit Antisemitismus konfrontiert werden. Idee und Konzept stammen von der Journalistin Sarah Levy, an Konzept und Umsetzung waren auch der Zentralrat der Juden in Deutschland, der Zentralrat der Muslime in Deutschland, die Technische Universität Berlin mit ihrem Zentrum für Antisemitismusforschung, die Bundeszentrale für politische Bildung sowie Initiativen wie Junge Muslime in Auschwitz beteiligt.
Nach einem Angriff auf von einem Senatsempfang für Überlebende des Holocaust im Rathaus am 20. Juni 2019 kommende Juden, darunter Shlomo Bistritzky, Vorstandsmitglied der Jüdischen Gemeinde, haben dieser und Bürgermeister Peter Tschentscher (SPD) die Antidiskriminierungsinitiative „Wir sind Hamburg“ gestartet.
Im Zusammenhang mit dem Anschlag auf eine Synagoge in Halle im Oktober 2019 forderte der ZdJ-Vizepräsident Abraham Lehrer eine Überprüfung sämtlicher pädagogischen Konzepte seit 1945 zur Bekämpfung von judenfeindlichem und rechtsradikalem Gedankengut. Man müsse sich fragen: „War das richtig? Warum hat es nicht zum gewünschten Erfolg geführt? Was müssen wir ändern? Was braucht es zusätzlich?“ Das müsse man „mit Pädagogen und Sozialwissenschaftlern genau besprechen“.
Am 15. Oktober 2019 brachte der Freistaat Bayern einen Gesetzesantrag ein, mit dem die Strafzumessung bei antisemitischen Straftaten verschärft werden soll. Der Entwurf sieht vor, die Regelung zur Strafzumessung in § 46 Absatz 2 Satz 2 StGB um antisemitische Beweggründe und Ziele als ein weiteres Beispiel für menschenverachtende Tatmotivationen zu ergänzen. Bisher umfasst der Gesetzestext „rassistische, fremdenfeindliche oder sonstige menschenverachtende Beweggründe“. Der Antrag wurde nach Annahme durch den Bundesrat am 29. November 2019 am 8. Januar 2020 dem Bundestag vorgelegt. Die Bundesregierung unterstützt das Anliegen des Gesetzentwurfs.
Da laut Salzborn/Kurth (2020) Antisemitismus die Unfähigkeit bzw. Unwilligkeit ist, abstrakt zu denken und konkret zu fühlen – im Antisemitismus werde beides vertauscht, das Denken solle konkret, das Fühlen abstrakt sein –, ist jeder Unterricht, der die Fähigkeit der Schüler zu abstraktem Denken und konkreter Empathiefähigkeit fördert, ein wichtiger Teil der Antisemitismusprävention. Abstraktes Denken könne in geistes- wie auch naturwissenschaftlichen Fächern geschult werden und konkrete Empathie, ebenso vermittelt in diversen Fächern, bestehe darin, „seine Gefühle nicht auf Kollektive zu richten, sondern auf konkrete Ereignisse und Personen“. Pädagogik habe jedoch auch ihre Grenzen, da Antisemitismus ein autoritäres Weltbild sei und nicht einfach nur ein Vorurteil. Schulische Intervention gegen Antisemitismus sei daher letztlich „notwendigerweise immer eine Mischung aus Aufklärung, Prävention, Intervention und Repression“. Chernivsky/Lorenz (2020) wiesen darauf hin, dass in der Schule (Sprach-)Handlungen mit eindeutigem Bezug zum Nationalsozialismus eher Interventionen hervorriefen, während Verschwörungsmythen und israelbezogene Abwertungen „nicht zwingend als akut und strafrechtlich relevant eingestuft“ würden.
Anfang April 2020 stellte Forschungsministerin Anja Karliczek ein Förderprogramm für die Wissenschaft zur Antisemitismusbekämpfung vor, in das zwischen 2021 und 2025 zwölf Millionen Euro fließen sollen.
Der jüdische Turn- und Sportverband Makkabi Deutschland und der Zentralrat der Juden in Deutschland riefen 2021 gemeinsam das Projekt „Zusammen1“ ins Leben, um antisemitischen Tendenzen im Sport zu begegnen. In Seminaren und Workshops sollen jüdische Perspektiven und Erfahrungen für Sportvereine, Verbände und andere Interessierte sichtbarer gemacht sowie Vorurteile und Mythen über Juden beseitigt werden. Zusammen mit der Recherche- und Informationsstelle Antisemitismus (RIAS) hat „Zusammen1“ eine Meldestelle für antisemitische Vorfälle im Sport eingerichtet.
Mit Wirkung zum 3. April 2021 wurden in die Grundsätze der Strafzumessung nach § 46 StGB ausdrückich auch antisemitische Beweggründe aufgenommen.
Im Juni 2021 einigten sich die Koalitionsfraktionen von CDU/CSU und SPD auf eine Verschärfung des Staatsangehörigkeitsrechts, wonach bei Vorliegen von judenfeindlichen und rassistischen Straftaten ein Antrag auf Einbürgerung abgelehnt wird. Aus dieser Motivation heraus begangene Straftaten seien, so der Zusatz, mit der Menschenwürdegarantie des Grundgesetzes unvereinbar und verstießen gegen die freiheitlich-demokratische Grundordnung. Bereits bis dahin galt, dass ein Antragsteller nicht zuvor wegen einer mittelschweren oder einer schweren Straftat verurteilt sein darf. Die geplante Nachschärfung beziehe sich allerdings, so der CDU-Innenexperte Mathias Middelberg, nur auf verurteilte Straftäter und nicht auf sonstige antisemitisch motivierte Handlungen.
Bei den Protesten gegen die Corona-Maßnahmen ab 2020 wurden die NS-Verbrechen an den Juden oft relativiert. Ein 2021 wegen Volksverhetzung verurteilter Berliner hatte auf Facebook unter der Überschrift „Die Jagd auf Menschen kann nun wieder beginnen“ einen gelben Stern mit der Aufschrift „Ungeimpft“ verbreitet. Die Berliner Polizei sollte derartige „Judensterne“ bei Veranstaltungen immer anzeigen. Das Oberlandesgericht Saarbrücken sprach im Frühjahr 2020 dagegen eine AfD-Kommunalpolitikerin frei, die bei Facebook Fotos von „Judensternen“ unter anderem mit der Aufschrift „Nicht geimpft“ gepostet hatte. Das Bayerische Oberste Landesgericht (BayObLG) bestätigte dagegen ein Landgerichtsurteil gegen einen AfD-Kommunalpolitiker, weil der „Judenstern“ sinnbildlich für den gesamten Holocaust stehe und solches auf Breitenwirkung angelegte Verharmlosen von Völkermordhandlungen den öffentlichen Frieden gefährde. In der jüdischen Community habe Terrorangriff der Hamas auf Israel vom 7. Oktober 2023 auch laut einem im November 2024 veröffentlichten „Gemeindebarometer“ zu Veränderungen geführt und die Angst vor Anfeindungen, Übergriffen und Anschlägen erhöht. 52 Prozent der Jüdinnen und Juden fühlen sich „eher unsicher“ oder „überhaupt nicht sicher“ in ihrer Stadt. Der Vorsitzende des jüdischen Zentralrats, Josef Schuster, beklagte eine „Explosion des Antisemitismus“ seit dem Hamas-Terrorangriff im selben Monat. Er warnte zudem vor extreme politischen Parteien, wie AfD und BSW, die eine Gefahr seien.

## Europa

### Einstellungen
Erst seit 1990 wurden wieder soziologische Erhebungen über antisemitische Einstellungen in Osteuropa möglich. Dabei zeigte sich, dass der Antisemitismus gemeinhin den Linien von der Zeit vor dem Zweiten Weltkrieg folgte. In Polen und der Slowakei gab es in der Bevölkerung dabei häufiger antisemitische Vorstellungen als in Tschechien oder Ungarn.
Eine Kontinuität bzw. gar ein starkes Wiederaufleben von antisemitischen Tendenzen in den osteuropäischen Ländern, die inzwischen der EU beigetreten sind, wurde intensiv diskutiert; Antisemitismus war dort um das Jahr 1900 herum wie nach 1989/90 (Zerfall der Sowjetunion und des Ostblocks) eng verknüpft mit Vorbehalten gegenüber liberalen Eliten und städtischen Modernisierungspionieren.
In einer Umfrage der Anti-Defamation League von 2009 in sieben EU-Staaten fanden durchschnittlich 44 % der Befragten und mehr als 55 % in Österreich, Polen und Ungarn, dass Juden zu oft über den Holocaust sprächen. In einer Emnid-Umfrage in acht europäischen Staaten fanden 42 % der Befragten, dass die „Juden die Vergangenheit ausnutzen, um Geld zu erpressen“. Die Abwehr der Erinnerung an die NS-Zeit und Feindseligkeit gegen Juden in Europa wachsen demnach korrelativ miteinander.
Nach einer am Wissenschaftszentrum Berlin für Sozialforschung (WZB) durchgeführten Vergleichsstudie von 2013 meinten 28 % der befragten deutschen Muslime, man könne Juden nicht trauen (zum Vergleich: 43,4 % der Muslime in Frankreich, 56,7 % in Belgien, 64,1 % in Österreich, 36,8 % in Schweden).

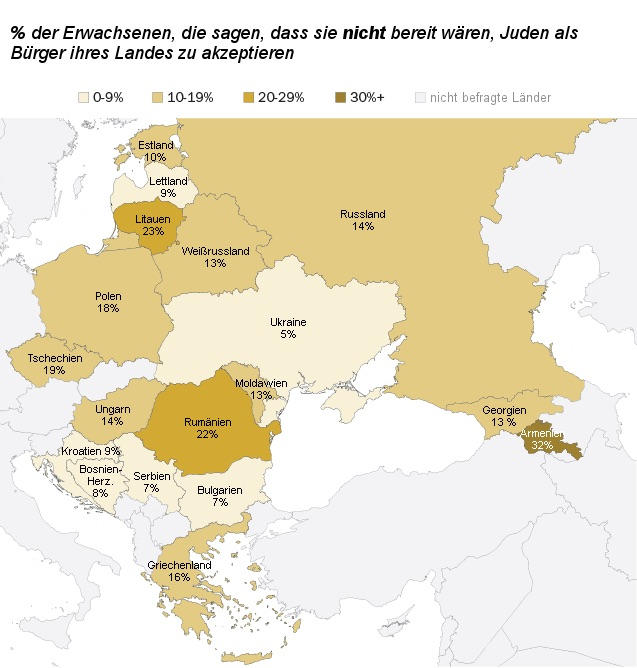
Antisemitismus in Ost- und Südosteuropa nach einer Umfrage im Auftrag des Pew Research Center 2015–2016

Zwischen Juni 2015 und Juli 2016 führten drei Meinungsforschungsinstitute aus Großbritannien, Russland und Georgien im Auftrag des Pew Research Center eine Umfrage zu den religiösen Einstellungen von Erwachsenen in 18 Staaten Osteuropas und Südosteuropas durch. Die Teilnehmer wurden gefragt, ob sie Juden als Landsleute und Mitglieder ihrer Gesellschaft akzeptieren würden. 5 % der befragten Ukrainer, je 7 % der Bulgaren und Serben, 22 % der Rumänen, 23 % der Litauer und 32 % der Armenier verneinten dies.
In einer repräsentativen FRA-Umfrage von 2018 mit 16.395 jüdischen Teilnehmern aus zwölf EU-Staaten über einen Zeitraum von fünf Jahren gaben 30 % der Befragten Muslime, 21 % Linke und 13 % Rechtsextremisten als Täter antisemitischer Angriffe an (in Deutschland benannten 41 % der Befragten Muslime und 20 % Rechtsextreme als Täter). In acht der beteiligten Staaten landeten extreme Muslime auf einem der ersten drei Plätze der Täterrangliste. Zugleich gaben 70 % der Befragten an, mit Sorge auf eine wachsende Intoleranz gegenüber Muslimen zu blicken. Durchschnittlich 28 % (Deutschland: 41 %) gaben an, sie hätten im vergangenen Jahr eine antisemitische Erfahrung gemacht oder seien mit judenfeindlichen Belästigungen konfrontiert gewesen. 75 % der deutschen Juden gaben an, dass sie „manchmal, häufig oder immer“ auf das Tragen jüdischer Symbole in der Öffentlichkeit verzichten; fast 50 % vermieden, gewisse Gegenden in ihrer Stadt aufzusuchen. 71 % beobachteten negative Vorurteile in den Medien. 89 % nehmen den Antisemitismus am schlimmsten im Internet und in den sozialen Medien wahr. Die große Mehrheit der Befragten ist sich einig, dass Entwicklungen im Nahostkonflikt sich auf die Intensität antisemitischer Vorfälle in Europa auswirken. Für 73 % der deutschen Juden (in Belgien und Frankreich 85 %) beeinträchtigt der Nahostkonflikt ihr Sicherheitsgefühl. Überdies wenden sich Opfer von Antisemitismus nur in 25 % der Fälle an die Polizei, da sie keine Änderung erwarteten und den Vorfall nicht als schwerwiegend genug empfanden. Laut EU-Justizkommissarin Věra Jourová fallen Deutschland, Belgien, Frankreich und Polen in die Kategorie „sehr problematisch“.
Auch im Gefolge des russischen Angriffs auf die Ukraine Ende Februar 2022 kam es zu antisemitischen Äußerungen. Dabei wurde in manchen Fällen auf die jüdische Herkunft des ukrainischen Präsidenten Wolodymyr Selenskyj verwiesen, es wurde jedoch auch unterstellt, dass hinter Putins Handeln eine angebliche jüdische Verschwörung stecke. In einer weiteren Variante wurde der Krieg als Falle von jüdischen Hintergrundmächten bezeichnet.

### Antisemitische Angriffe
Den Terroranschlägen am 11. September 2001 folgten weitere islamistische Terroranschläge gegen Israel. Während der zweiten Intifada ab Frühjahr 2002 gab es eine Welle von antisemitischen Angriffen auf Juden und jüdische Einrichtungen, Schulen, Friedhöfe, Begegnungsstätten und Holocaustgedenkstätten in Europa. In Frankreich wurden sogar Synagogen angezündet. Rhetorische Bezugnahmen auf den Holocaust dienten nun oft dazu, Juden und Israel anzugreifen und für die Angriffe auf sie selbst verantwortlich zu machen. Plakate wurden ausgehängt, die Israels Ministerpräsident Ariel Scharon mit Hitler gleichsetzten und den Davidstern mit dem Hakenkreuz verknüpften. Israel wurde umso mehr beschuldigt, je mehr die Angriffe von Palästinensern auf Israel zunahmen.
Während und nach den Euromaidan-Protesten in der Ukraine kam es zu Vorwürfen antisemitischer Ausschreitungen. Dem wurde aber aus in der Ukraine ansässigen jüdischen Kreisen widersprochen.
In Amsterdam kam es nach dem Europacup-Match zwischen Ajax Amsterdam und Maccabi Tel Aviv am 7. November 2024 zu einer gezielten Jagd auf Juden. Bei den Angriffen waren 20 bis 30 Menschen nach Angaben der Behörden verletzt worden, die meisten davon leicht. Fünf Personen wurden in Krankenhäusern behandelt, drei Bürger galten als vermisst. Bei den Krawallen wurden Fans der israelischen Mannschaft von propalästinensischen Randalierern systematisch zusammengeschlagen und mit sogar einem Auto angefahren. Vor allem Jugendliche auf Mopeds hätten die Israelis verfolgt und misshandelt. Die Unruhestifter seien „aktiv auf die Suche gegangen nach israelischen Fans, um sie anzugreifen und zu misshandeln“, heißt es in einer Erklärung der Stadt und der Polizei. Vieles lässt darauf schließen, dass es sich um organisierte Gewalt gegen Juden handelte. Israel schickte Flugzeuge nach Amsterdam, um seine Bürger in Sicherheit zu bringen. Der israelische Präsident Jitzchak Herzog sprach von einem „Pogrom“, auch andere israelische Politiker waren empört über die antisemitischen Ausschreitungen. Auch niederländische Politiker waren entsetzt. Die Amsterdamer Bürgermeisterin Femke Halsema sprach von einer „tiefschwarzen Nacht“ und einer „Schande für Amsterdam“. „An mehreren Stellen in der Stadt wurden Fans belagert, misshandelt und mit Feuerwerkkörpern beworfen“, sagte Halsema. Die Stadt kündigte auch schärfere Sicherheitsmaßnahmen an, um Israelis und Juden in Amsterdam zu schützen.

### Gegenmaßnahmen
Die Organisation für Sicherheit und Zusammenarbeit in Europa (OSZE) verständigte sich 1990 auf Rechtsstandards zum Minderheitenschutz. Sie verurteilte Antisemitismus als eigenes Problem neben „Rassenhaß“, „Haß zwischen Volksgruppen“, „Fremdenhaß und Diskriminierung“ und verpflichtete ihre Mitgliedsstaaten auf geeignete Maßnahmen dagegen. 2004 verurteilte die Berliner Erklärung der OSZE anlässlich antisemitischer Anschläge in Frankreich „vorbehaltlos alle Erscheinungsformen des Antisemitismus“, konkret alle Angriffe auf Juden, Synagogen und andere religiöse Stätten, und schloss jede Rechtfertigung dafür aus, etwa mit Israels Politik und dem Nahostkonflikt. Sie verpflichtete die OSZE-Staaten, alle Lebensbereiche vor antisemitischen Übergriffen, Gewalt und Diskriminierung zu schützen, die Erinnerung an den Holocaust wachzuhalten, gegen Hassdelikte und entsprechende Propaganda in Medien und Internet vorzugehen, verlässliche, aktuelle Daten über antisemitisch motivierte Straftaten, ihre Verhütung und Bekämpfung zu sammeln und zu veröffentlichen, Verfahren zur regelmäßigen Prüfung des Problems festzulegen und dabei mit allen Expertengremien zusammenzuarbeiten.
Die 1998 gegründete International Holocaust Remembrance Alliance (IHRA) übernahm die EUMC-Arbeitsdefinition für ihre 31 Mitgliedsstaaten. Die Agentur der Europäischen Union für Grundrechte (FRA) nahm die EUMC-Arbeitsdefinition 2013 zwar von ihrer Website, behielt sie praktisch aber bei. Eine FRA-Umfrage von 2013 bestätigte die Aktualität des Israel-bezogenen Antisemitismus in der EU. Bis dahin hatte die OSZE die Definition für Polizeischulung übernommen; das US-Außenministerium, britische und kanadische Parlamentskommissionen empfahlen sie. 2018 veröffentlichte eine europäische Expertengruppe im Auftrag von OSZE und UNESCO praktische Richtlinien zum Erkennen und Bekämpfen von Antisemitismus, die auf die IHRA-Arbeitsdefinition zurückgreifen.

## Österreich
Aufgrund der von den Alliierten im Herbst 1943 in der Moskauer Deklaration angeführten Bezeichnung des Landes als „erstes Opfer des Nationalsozialismus“ war nach 1945 der Druck und die eigene Bereitschaft weit geringer als in Westdeutschland, die jüdischen Opfer zu entschädigen oder Emigranten zurückzurufen. Die jüdischen Heimkehrer und Holocaustüberlebenden wurden oftmals ausgegrenzt und der Anteil der Österreicher an den Verbrechen des Nationalsozialismus auf die Reichsdeutschen abgewälzt. So verharmloste Staatskanzler Karl Renner, der auch schon vor 1945 grob antisemitisch agiert hatte, die nationalsozialistischen Verbrechen beziehungsweise den Holocaust oder meinte hinsichtlich der Wiedergutmachung, dass er es auch grundsätzlich nicht einsehe, „jeden kleinen jüdischen Kaufmann oder Hausierer“ zu entschädigen. Auch Oskar Helmer war dazu maßgeblich an der Verschleppung der Entschädigungszahlungen für die Opfer des Nationalsozialismus beteiligt und setzte sich während seiner Zeit als Innenminister für die vorzeitige Begnadigung von verurteilten Nationalsozialisten ein. Innerhalb der Sozialdemokratie setzten sich die als bewusste Antisemiten bezeichneten Helmer und Adolf Schärf gegen die Rückkehr jüdischer Sozialdemokraten ein.
In der Bevölkerung blieben nationalsozialistische Einstellungen in den ersten Nachkriegsjahren sehr verbreitet. Bei einer Umfrage der amerikanischen Besatzungsmacht im Dezember 1947 gaben 51 Prozent der Befragten an, dass der Nationalsozialismus eine gute Idee gewesen sei, die schlecht umgesetzt worden sei. Dieser Wert sank bei einer erneuten Umfrage im Februar 1948 auf 40 Prozent.
Auch gab es erhebliche Anstrengungen zur Reintegration ehemaliger Nationalsozialisten in die neue Parteienlandschaft. Sozialdemokraten, Konservative sowie die 1949 gegründete Partei Verband der Unabhängigen (VDU) warben um deren Unterstützung. Die vor 1938 große Israelitische Kultusgemeinde, die nach dem Krieg nur mehr ca. 4000 Mitglieder hatte und bis 1949 nur auf 8000 Mitglieder anwuchs, wurde jedoch nicht gefördert. Die von Simon Wiesenthal betriebene Suche nach NS-Verbrechern war vielen Österreichern ein Dorn im Auge. In der Zeit des Kalten Krieges und später kam es in Österreich lange Zeit zu keiner politischen, juristischen und schulischen Befassung mit der österreichischen NS-Vergangenheit und dem Antisemitismus. Auf der anderen Seite ist seit 1947 nationalsozialistische Wiederbetätigung und Holocaustleugnung verboten.
Nach 1960 kam es zu antisemitischen Schmierereien und zur Schändung jüdischer Friedhöfe ohne eindeutige Verurteilung seitens der österreichischen Bundesregierung.
Franz Murer, der „Schlächter von Vilnius“, lebte von 1955 bis 1962 unbehelligt in Österreich. Er wurde auf Betreiben von Simon Wiesenthal verhaftet und wegen Mordes in 15 Fällen angeklagt. Die 37 geladenen Zeugen wurden von Murers Verteidiger im Gerichtssaal vorgeführt, verhöhnt und der Lüge bezichtigt. Murer wurde freigesprochen, was von einem Teil der österreichischen Öffentlichkeit bejubelt wurde.
1965 forderten Wiener Studenten im Zuge der Borodajkewycz-Affäre die Entlassung des offen antisemitischen und mit der NS-Ideologie weiterhin sympathisierenden Historikers Taras Borodajkewycz, der bereits 1934 als Illegaler der NSDAP beigetreten war. Bei Zusammenstößen zwischen Anhängern und Gegnern Borodajkewycz’ wurde der Widerstandskämpfer und KZ-Überlebende Ernst Kirchweger von einem Rechtsradikalen tödlich verletzt.
Die sich in den 1960er-Jahren herausbildende Neue Linke war bis 1967 überwiegend proisraelisch eingestellt. Im Kontext der 68er-Bewegung, vor allem jedoch nach dem Zerfall der Neuen Linken in viele Kleingruppen während der 1970er Jahre verstärkte sich die antiisraelische und propalästinensische Haltung, was bei einigen dieser Gruppen mit einem heftigen Verbalradikalismus einherging. In der (parteigebundenen) österreichischen Linken kam es im Zuge des Libanonkriegs, besonders nach dem Massaker von Sabra und Schatila, seit 1982 zu antisemitischen und antizionistischen Äußerungen sowie NS-Vergleichen. Nach innerlinken Diskussionen um antizionistischen Antisemitismus konnte auch in Österreich eine pro-israelische Linke, vergleichbar mit den Antideutschen, Fuß fassen, vor allem mit der Gruppierung Café Critique.
In den 1970er kam es zur Kreisky-Peter-Wiesenthal-Affäre, einem heftigen persönlichen Konflikt zwischen Nazi-Jäger Simon Wiesenthal und dem österreichischen Bundeskanzler Bruno Kreisky, die beide jüdischer Abstammung waren. Wiesenthal thematisierte die NS-Vergangenheit von Ministern der Minderheitsregierung Kreiskys und von FPÖ-Obmann Friedrich Peter. Kreisky stellte dabei den Verdacht in den Raum, Wiesenthal sei selbst ein Nazi-Kollaborateur und Gestapo-Informant gewesen. Weltweite Empörung rief Kreiskys Äußerung in einem Interview hervor, wonach die Juden kein Volk seien, und wenn, ein „mieses Volk“.
Zu heftigen öffentlichen Debatten um Antisemitismus und Österreichs NS-Vergangenheit kam es in den 1980er Jahren im Zusammenhang mit der Kandidatur Kurt Waldheims als Bundespräsident (Waldheim-Affäre) und dem Aufstieg der FPÖ unter Jörg Haider.
2010 schwenkte die FPÖ von einem zuvor antiisraelischen auf einen proisraelischen Kurs um und stilisierte sich zur „wahren“ anti-antisemitischen Partei, um sich – laut Embacher/Edtmaier/Preitschopf – als regierungsfähige Partei zu inszenieren. Antisemitismusvorwürfe gegen Migranten – ungeachtet weiterhin vorkommender antisemitischer Vorfälle in der Partei – lassen sich dabei mit der eigenen antiislamischen Ausrichtung verbinden und dienen der eigenen Entlastung gegen entsprechende Vorwürfe an die eigene Adresse.
Im Mai 2017 wurde öffentlich, dass Jura-Studierende und Vertreter der ÖVP-nahen AktionsGemeinschaft (AG) und der Jungen ÖVP NS-verharmlosende und antisemitische Inhalte geteilt hatten; so wurden in Chats und Facebookgruppen Fotos von Aschehaufen mit dem Kommentar „Leaked Anne Frank nudes“ gepostet. Die Verantwortlichen wurden aus der AG ausgeschlossen, juristische Konsequenzen erfolgten jedoch nicht; eines der damaligen Mitglieder arbeitete als Referent in der Integrationssektion der Regierung Kurz/Strache.
Im Januar 2018 wurde bekannt, dass in der Burschenschaft Germania zu Wiener Neustadt bis in die 1990er Jahre ein Liederbuch mit antisemitischen und den Holocaust verulkenden Liedern („Da trat in ihre Mitte der Jude Ben Gurion: ,Gebt Gas, ihr alten Germanen, wir schaffen die siebte Million“) in Gebrauch war. Zu der zum Liederbuch sich entwickelnden Debatte meinte der österreichische Bundespräsident Alexander Van der Bellen, „dass herauskommt, dass es in Österreich keinen Platz für Antisemitismus gibt. Das ist einhellige Meinung, von ganz wenigen Persönlichkeiten abgesehen. Aber wir müssen uns auch immer erinnern, wie es begonnen hat. Auschwitz ist nicht vom Himmel gefallen. Dem ging eine jahrelange systematische Diskriminierung, Entwürdigung, ich würde sagen, Entmenschlichung der jüdischen Mitbürgerinnen und Mitbürger voraus, sodass das schlussendlich dann möglich war.“ Im Oktober 2019 wurden Texte aus einem 2005 erschienenen Liederbuch zum 125-jährigen Bestehen der Schülerverbindung Pennales Corps Austria zu Knittelfeld publik, in denen „Rothschild“ – dieser Name steht in der rechtsextremen Szene als Codewort für antisemitische Stereotype – in entsprechender Weise diffamiert wurde („Rothschild hat das meiste Geld […] und ist das größte Schwein“).
Ein am Wissenschaftszentrum Berlin für Sozialforschung (WZB) 2013 durchgeführtes Six Country Immigrant Integration Comparative Survey ergab, dass 64,1 % der Muslime in Österreich der Meinung sind, man könne Juden nicht trauen. Eine Studie des Zentrums für Politische Bildung an der Pädagogischen Hochschule Wien ergab, dass antisemitische Vorurteile bei muslimischen Jugendlichen besonders stark verbreitet sind. Eine weitere Untersuchung des Soziologen Kenan Güngör in den Jahren 2015 und 2016 zeigte bei 47 Prozent der Jugendlichen mit muslimischem Hintergrund eine abwertende Haltung gegenüber Juden. Gügör sieht einen nach Österreich „importierten Antisemitismus unter Muslimen“. Erste Ergebnisse einer Studie zur bosnischen Community in Österreich zeigen Unterschiede zwischen den Generationen (ältere Bosnier seien beispielsweise noch von in „Tito-Jugoslawien“ übernommenen antizionistischen Vorurteilen beeinflusst) wie auch Vergleiche zwischen dem Massaker von Srebrenica und dem Holocaust, den Juden angeblich instrumentalisieren würden, während – wie behauptet wird – der Genozid an den bosnischen Muslimen weitgehend ignoriert werde.
Nach dem Beginn der europäischen Flüchtlingskrise stellte der österreichische Antisemitismusbericht (Hrsg.: Forum gegen Antisemitismus des Innenministeriums) für das Jahr 2015 eine markante Zunahme von Vorfällen mit islamistischem Hintergrund fest. Oskar Deutsch, Präsident der Israelitischen Kultusgemeinde Wien, meinte, dass der Antisemitismus von islamischer Seite stärker werde, und forderte eine bessere Integration von Zuwanderern mit einer besseren Vermittlung der österreichischen Werteordnung sowie einen Aktionsplan auf europäischer Ebene. Der Psychoanalytiker und ÖVP-Nationalratsabgeordnete Martin Engelberg, ehemaliges Mitglied im Vorstand der Israelitischen Kultusgemeinde in Wien (IKG), stellte fest, dass jene, die heutzutage in Wien antijüdische Slogans rufen, Muslime seien. Von ihnen komme in Österreich „die wahre antisemitische Bedrohung“. Engelbergs Forderung, sich beim Thema Antisemitismus nicht auf die FPÖ zu „fixieren“, und seiner Marginalisierung von Judenfeindschaft unter Rechtsextremen wurde wiederum von Oskar Deutsch widersprochen.
Der Antisemitismus-Bericht des Forums gegen Antisemitismus für 2017 listete 503 gemeldete antisemitische Vorfälle auf, doppelt so viele wie 2014. Von einer erheblich höheren Dunkelziffer werde ausgegangen. Neben Taten von Rechten, Linken und Muslimen seien 62 Prozent der Vorfälle ideologisch nicht zuordenbar. Der Präsident der IKG Wien und des Bundesverbands der Israelitischen Kultusgemeinden Österreichs Oskar Deutsch stellte fest, dass Antisemitismus „immer mehr zur Normalität“ werde und eine immer stärker zunehmende „Enthemmung der Täter“ zu bemerken sei; der FPÖ sprach Deutsch dabei die Glaubwürdigkeit im Kampf gegen Antisemitismus ab.
Im März 2019 wurde von Nationalratspräsident Wolfgang Sobotka die Studie „Antisemitismus in Österreich 2018“ vorgestellt. Die Umfrageergebnisse, die sich auf mehr als 2700 Einzelinterviews stützten, ergaben, dass beim rassistischen Antisemitismus zehn Prozent entsprechenden Aussagen zustimmten, während bei sekundärem bzw. israelbezogenem Antisemitismus die Zustimmungsraten deutlich höher ausfielen. Zusammenhänge gab es mit soziodemographischen Merkmalen wie Alter, Bildung oder dem Vorhandensein rechtsautoritärer Einstellungen. Die Befragten aus den Gruppen der Arabisch- bzw. Türkischsprechenden stimmten dabei den meisten antisemitischen Aussagen prozentual häufiger zu als die Gesamtbevölkerung.
Laut dem Ende Mai 2020 vorgestellten Antisemitismusbericht gab es im Jahr 2019 550 registrierte antisemitische Vorfälle, im Vergleich zum Berichtsjahr 2017 ein Anstieg um 9,5 Prozent. Von diesen Vorfällen waren sechs physische Angriffe, 18 Bedrohungen, 78 Fälle von Sachbeschädigung, 209 Fälle von Massenzuschriften sowie 239 Fälle von verletzendem Verhalten. Die Zahl der physischen Angriffe stagnierte und die Zahl der gemeldeten Bedrohungen sank um fast die Hälfte, jedoch stieg die Anzahl der Sachbeschädigungen um mehr als die Hälfte an.
Der Generalsekretär der Israelitischen Kultusgemeinde Wien Benjamin Nägele sagte, die Coronakrise könne einen weiteren Anstieg des Antisemitismus bewirken. Vor allem auf sogenannten „Hygienedemos“ gegen die Corona-Maßnahmen komme es vermehrt zu judenfeindlichen Aktionen, die sich nicht den klassischen Kategorien wie politisch rechts oder links motiviert zuordnen ließen. Auch in der Esoterikszene oder unter Impfgegnern wachse die Empfänglichkeit für Stereotype.

### Hamas-Massaker am 7. Oktober 2023
Nach dem Terrorangriff der Hamas auf Israel 2023 kam es auch in Österreich zu antiisraelischen Demonstrationen mit antisemitischen sowie antiamerikanischen und islamistischen Parolen. Der Terrorangriff der Hamas wurde dabei unter anderem zum „kräftigen Akt des palästinensischen Widerstandes“ umgedeutet und Israel das Existenzrecht abgesprochen. Im Dezember 2023 zeigte die Jüdische österreichische Hochschüler:innen antisemitische Vorfälle an Wiener Hochschulen auf, wozu es an der Universität für Angewandte Kunst sowie an der Central European University (CEU) kam. Unter anderem wurde gefordert, das Massaker der Hamas auf Israel vom 7. Oktober nicht mehr zu erwähnen, Gespräche mit der jüdischen Studierendenvertretung verweigert und gleichzeitig Veranstaltungen von der umstrittenen BDS-Bewegung zugelassen. Der österreichische Nationalrat stimmte im Dezember 2023 mit breiter Mehrheit für eine Reform des Verbotsgesetzes, wo etwa der Strafrahmen für die Verwendung oder Verbreitung von in Österreich verbotenen Symbolen über nationalsozialistische Symbole hinaus verschärft und unter anderem auf jene der Hamas ausgeweitet wurde. Das sichtbare Tragen von Zeichen dieser islamistischen Organisationen wird damit genauso streng bestraft wie das Tragen von Nazi-Symbolen. Die Strafverschärfung gilt als Reaktion auf die Anti-Israel-Stimmung im Zuge des Krieges in Nahost.
Im März 2024 wurde im Antisemitismus-Jahresbericht der Meldestelle der IKG aufgezeigt, dass sich vom 7. Oktober bis 31. Dezember 2023 antisemitische Vorfälle verfünffacht haben und im Durchschnitt bei 8,31 pro Tag liegen. Gemäß des Berichtes lag die Gesamtzahl der gemeldeten Vorfälle im Jahr 2023 bei 1.147, womit ein neuer Negativrekord aufgestellt wurde. Laut IKG-Aussendung stellt das „genozidale Massaker“ einen „dramatischen Wendepunkt“ dar. Allein im Oktober wurden 200, im November 226 und im Dezember 294 Fälle gemeldet, wodurch in diesem Zeitraum mehr als im ganzen Jahr 2022 gemeldet wurden, wo die Zahl bei 719 lag. Aufgrund der vermehrten Attacken seit dem Hamas-Terrorangriff würden viele Jüdinnen und Juden aus Angst keine religiösen Symbole in Österreich mehr tragen. Im September 2024 fand im österreichischen Parlament eine internationale Antisemitismuskonferenz mit 18 Nationen statt, darunter Israel und Deutschland. Die Abschlusserklärung umfasste Appelle, den Kampf gegen alle Erscheinungsformen des Antisemitismus zu verstärken, und Forderungen nach der ausdrücklichen Unterstützung des jüdischen Lebens in Europa. Im selben Monat wurde auf einer Fassade in Wien etwa ein Davidstern, der an einem Galgen baumelt aufgemalt mit den Sätzen: „Die Juden begehen Völkermord. Was tun Sie dagegen?“.
Am Wochenende vor dem ersten Jahrestag zum Hamas-Terrorangriffs am 7. Oktober, fand in Wien ein umstrittener „Palästina Kongress“ mit Beteiligung der BDS-Bewegung statt, die in Österreich offiziell als antisemitisch eingestuft wird. Die Organisatoren der Veranstaltung hatten das gleich Impressum wie die Liste Gaza. Die Liste trat bei der Nationalratswahl in Österreich 2024 an und forderte im Juli 2024 öffentlich Beweise zu Vergewaltigungen durch Hamas-Terroristen ein in einem Post auf der  Plattform X: „Gut, dann zeigen Sie mir ein einziges Video oder Foto das nachweislich vom 7.10. ist und eine Vergewaltigung zeigt! Nein, Berichte zählen nicht, sagen können Menschen viel und Israel manipuliert Menschen ganz hervorragend. Zeigen Sie mir einen Beweis, der auch vor Gericht besteht“. Die IKG kritisierte das Event als „unterträgliche Provokation“. Laut Angaben des Falter musste wegen anonymer Drohanrufe gegen die Lokalbetreiber die Veranstaltung verlegt werden. Andere Medien berichteten über den Druck vonseiten der Wiener Stadtregierung für eine Verlegung. Teilnehmende waren unter anderem die israelische Journalistin Amira Hass (Haaretz) und die palästinensische Politikerin Hanin Soabi, die wegen der Verharmlosung von NS-Verbrechen kritisiert wird. Unter anderem war auch der griechische Ex-Finanzminister Yanis Varoufakis dabei, gegen den anlässlich eines ähnlichen Kongresses in Berlin ein Einreiseverbot verhängt wurde aufgrund seiner relativierenden Haltung zum Hamas-Massaker. Die Antisemitismus-Meldestelle der IKG vermeldete im Oktober 2024 einen weiteren Anstieg der antisemitischen Vorfälle in Österreich. Im ersten Halbjahr habe es laut der Angabe der Kultusgemeinde insgesamt 808 Meldungen gegeben, was einer Zunahme um rund 160 Prozent im Vergleich zum ersten Halbjahr 2023 entspreche. Die häufigste Erscheinungsform war ein israelbezogener Antisemitismus, der seit dem Hamas-Massaker zugenommen habe. Es kam vor allem zu Shoah-Relativierungen und -Leugnungen. Der IKG-Generalsekretär und Leiter der Meldestelle, Benjamin Nägele, sprach von einem „enthemmten Antisemitismus“, dem Jüdinnen und Juden seit dem 7. Oktober ausgesetzt seien.
In einer Bilanz der türkis-grünen Bundesregierung wurde bekanntgegeben, das 38 von 41 Punkte der Nationalen Strategie gegen Antisemitismus umgesetzt wurden. Verfassungsministerin Karoline Edtstadler präsentierte die Maßnahmen vor dem Nationalen Forum gegen Antisemitismus am 11. November 2024. Unter anderem wurde ein Gesetz über die Absicherung des österreichisch-jüdischen Kulturerbes beschlossen, im Bundeskanzleramt außerdem eine Abteilung zur Förderung dieses Kulturerbes und zur Antisemitismusbekämpfung eingerichtet, diese ist Bestandteil von Integrationskursen. Die Erfassung antisemitischer Vorfälle wurde zudem ebenfalls intensiviert. Der IKG-Präsident Oskar Deutsch lobte die Maßnahmen. Er sah jedoch kaum Fortschritte, den Antisemitismus einzudämmen und sprach von einer rechten, einer linken und einer muslimischen Ausprägung. Alle Seiten seien gefordert mehr zu tun. Er verurteilte zudem beim Forum den antisemitischen Angriff von Amsterdam im November 2024 auf israelische Fußballfans: „Wer sagt uns, dass das nicht auch woanders stattfinden kann?“.

## Schweiz
Im Jahr 2018 stieg die Zahl antisemitischer Vorfälle in der französischsprachigen Schweiz an. In der Deutschschweiz nahm die von den Nationalsozialisten verwendete Kriegsrhetorik einer angeblichen „jüdischen Weltverschwörung“ erheblich zu.
Der Schweizerische Israelitische Gemeindebund (SIG) hat im Jahr 2018 in der Deutschschweiz 42 antisemitische Vorfälle registriert, ohne die Vorfälle in den sozialen Netzwerken. In der Deutschschweiz ist die Zahl der aufgenommenen antisemitischen Vorfälle im Vergleich zu den Vorjahren weitgehend konstant geblieben. In der französischsprachigen Schweiz hat die Coordination Intercommunautaire Contre l’Antisémitisme et la Diffamation (CICAD) im gleichen Zeitraum 174 Vorfälle von Judenhass gezählt, wovon 64 % in den sozialen Netzwerken stattfanden.
Der Antisemitismusbericht für 2020 wies für die Deutschschweiz in der realen Welt 47 antisemitische Vorfälle, unter anderem Beschimpfungen, Sachbeschädigungen oder Schmierereien, aus. Im Onlinebereich bedeuteten 485 Vorfälle eine Stabilisierung, allerdings auf hohem Niveau. Ein Drittel der Onlinevorfälle fanden in Gruppenchats des Messengerdienstes Telegram statt. Antisemitische Verschwörungstheorien nahmen zu; in knapp der Hälfte der Fälle standen diese in einem Zusammenhang mit der Corona-Pandemie. In dem Bericht herausgehoben wurde eine häufig beobachtete Instrumentalisierung der Schoah unter Corona-Rebellen, was sich in unangebrachten Vergleichen zum nationalsozialistischen Regime und zur Verfolgung und Ermordung von Juden manifestiert und auf eine Verharmlosung des Massenmords hinausläuft. Als Beispiel wurde das Tragen von „Judensternen“ mit der Aufschrift „ungeimpft“ oder „Maskenattest“ genannt.
In seinem Bericht für das Jahr 2023 meldete der Schweizerische Israelitische Gemeindebund (SIG), dass es bei antisemitischen Vorfällen in der „realen Welt“ gegenüber 2022 zu einer Zunahme um mehr als 50 Prozent gekommen sei (2022: 98 Straftaten; 2023: 155). Drei Viertel der 2023 erfassten Taten ereigneten sich im letzten Quartal, also nach dem Terrorangriff der Hamas auf Israel am 7. Oktober 2023. Die Zahl antisemitischer Anfeindungen im virtuellen Netz stieg zudem von 910 im Jahr 2022 auf 1130 im Jahr 2023 an. Israelbezogener Antisemitismus umfasse mittlerweile 20 Prozent aller registrierten Fälle. Der SIG stellte fest, hier agiere „weiterhin jene staats- und gesellschaftsfeindliche sowie verschwörungsaffine Subkultur, in der Antisemitismus fast unwidersprochen ausgelebt“ werde. Dieser passe „sich in Inhalt und Erscheinung jeweils den gerade aktuellen Themen an, sei dies Corona, der Ukrainekrieg oder zuletzt eben der Krieg Israels gegen die Terrororganisation Hamas“.

## Frankreich
Ab der Jahrtausendwende stieg die Zahl antisemitischer Übergriffe in Frankreich; zahlreiche französische Juden wanderten aus. 2016 war jedes dritte Opfer einer rassistischen Straftat in Frankreich ein Jude, obwohl die jüdische Gemeinde dort nicht einmal ein Prozent der Gesamtbevölkerung stellt. Laut Georges Bensoussan, Experte für jüdische Kulturgeschichte im Europa des 19. und 20. Jahrhunderts an der Pariser Shoah-Gedenkstätte, wurden in den letzten Jahren vor 2017 14 Juden in Frankreich bei antisemitischen Angriffen ermordet.
2012 wanderten laut Statistik des israelischen Einwanderungsministeriums etwa 1900 Juden aus Frankreich nach Israel aus („Alija“); 2013 waren es 3288, 2015 bereits 7800.
Laut der jüdischen Organisation SPCJ (Service de protection de la communauté juive; etwa: Schutzdienst der jüdischen Gemeinschaft) und dem jüdischen Dachverband CRIF (Conseil représentatif des institutions juives de France) nahm die Zahl antisemitisch motivierter Taten in Frankreich im Jahr 2012 um 58 % gegenüber 2011 zu. Im Jahr 2013 verzeichnete die Beobachtungsstelle Kriminalität und strafrechtliche Verfolgung (ONDRP) in Frankreich 423 antisemitische Delikte, darunter auch Gewalttaten.
Laut einer Studie der Agentur der Europäischen Union für Grundrechte von 2013 beobachten 88 % der französischen Juden eine zunehmende Feindseligkeit gegenüber ihrer Religion in den vergangenen fünf Jahren, 46 % erwogen eine Auswanderung.
2014 bewegte eine Diskussion um Dieudonné M’bala M’bala, der als Komiker oder Kabarettist bekannt wurde, Frankreich. Sein Programm enthielt antisemitische Äußerungen. Der damalige Innenminister Manuel Valls hielt Dieudonnés Auftritte für politische Veranstaltungen, bei denen er antisemitische und rassistische Parolen verbreitete. Ein Auftritt in Nantes und später einer in Tours wurden verboten.
Der Conseil français du culte musulman (CFCM) verurteilte am 8. Januar 2014 alle Provokationen unter dem Deckmantel von Humor und Spott.
Laut einer 2013 durchgeführten Studie des Wissenschaftszentrums Berlin für Sozialforschung (WZB) äußerten 43,4 % der Muslime in Frankreich, man könne Juden nicht trauen.
In den Jahren gab es islamistische Anschläge und andere Gewalttaten explizit gegen Juden oder jüdische Einrichtungen, so zum Beispiel 2006 die Entführung und brutale Ermordung des 23-jährigen Ilan Halimi, 2012 den Angriff auf eine jüdische Schule im Rahmen der Anschlagsserie in Midi-Pyrénées und 2015 den Überfall auf einen koscheren Supermarkt in Paris.
2015 filmte das israelische Online-Magazin NRG in Paris, wie ein Reporter mit Kippa auf dem Kopf 10 Stunden durch verschiedene Viertel läuft und dabei beschimpft und verfolgt wird. Die 2015/16 gedrehte Dokumentation Auserwählt und ausgegrenzt – Der Hass auf Juden in Europa thematisierte den damaligen Antisemitismus vor allem in Deutschland, Frankreich und den von Israel besetzten Palästinensischen Autonomiegebieten.
Nach dem Mordfall Sarah Halimi (April 2017), dem Überfall auf eine jüdische Familie in der Nähe von Paris und einigen gewalttätigen judenfeindlichen Vorfällen wurde das Thema Antisemitismus in Frankreich wieder verstärkt diskutiert. Die französische Regierung bezeichnete Antisemitismus in Frankreich als großes Problem; meist würden junge Muslime Juden beschimpfen und verprügeln.
Im Jahr 2018 registrierten französische Behörden 541 antisemitische Übergriffe in Frankreich, 74 Prozent mehr als 2017 (311 Übergriffe).
Im Jahr 2017 lebten in Frankreich etwa 456.000 Juden. (2002: etwa 500.000)
Der Historiker Denis Peschanski führte 2019 die neue Welle von Antisemitismus in Frankreich auf ein Gemisch von rechts- und linksextremistischen mit islamistischen Strömungen zurück; der gemeinsame Nenner sei die Suche nach einem Sündenbock. Auch bei der Gelbwestenbewegung sah er eine erhöhte Anfälligkeit auch für antisemitische Verschwörungstheorien. Zur Frage, ob man Antizionismus als Form von Antisemitismus unter Strafe stellen solle, meinte Peschanski, Antizionismus bemäntele häufig nur den Hass auf Juden; wenn man jedoch antizionistische Aussagen verbieten würde, erlaube man „den Urhebern, sich als Opfer zu inszenieren“. Sie würden dann „rasch ein neues Tarnwort für ihre Judenfeindlichkeit finden“.
Eine Studie der Jewish Claims Conference, deren Ergebnisse Anfang 2020 veröffentlicht wurden, ergab, dass 57 Prozent der Franzosen nicht wissen, dass sechs Millionen Juden während des Holocaust ermordet wurden. Bei Jüngeren mit Geburtsdatum ab 1980 betrug diese Unwissenheit sogar 69 Prozent. 44 Prozent dieser sogenannten Millennials und der nachfolgenden Generation „Z“ nehmen an, dass es nicht einmal 2 Millionen Tote gab. Zwei Drittel der befragten Franzosen kannten das Vernichtungslager Auschwitz zumindest namentlich, aber nicht einmal jeder Fünfte hatte von den Lagern Dachau und Buchenwald gehört. Nur zwei Prozent der Befragten kannten zudem das Sammellager Drancy, von dem aus mehr als 60.000 Juden in die Vernichtungslager deportiert wurden. Die Claims Conference merkte zudem an, dass das schwindende Wissen über den Holocaust „mit einem immer stärker werdenden Antisemitismus in Frankreich“ einhergehe.
Laut Umfragen glauben Anhänger des Rassemblement National stärker als die anderer Parteien an antisemitische Stereotype wie Reichtum, Medienmacht und Freimaurertum.

## Großbritannien
2016 behauptete der ehemalige Londoner Bürgermeister Ken Livingstone, Adolf Hitler habe den Zionismus, konkret die Aussiedelung der Juden nach Palästina unterstützt, bevor er verrückt geworden sei und sechs Millionen Juden umgebracht habe. Sein Parteikollege John Mann bezeichnete ihn deshalb als „Nazi-Apologeten“.
Der 2015 zum Parteivorsitzenden der Labour Party gewählte Jeremy Corbyn bezeichnete die Terrororganisation Hamas und die Hisbollah als „Freunde“. Bei einer Gedenkveranstaltung in Tunesien legte er einen Kranz auf dem Grab eines PLO-Terroristen nieder, der 1972 am Massaker an israelischen Sportlern bei den Olympischen Sommerspielen in München beteiligt gewesen war. Der Soziologe David Hirsh wirft Corbyn „Unterstützung für Terrorismus und Toleranz gegenüber dem Antisemitismus“ vor.
Der Innenausschuss des Parlaments kam in einer Untersuchung zu dem Ergebnis, dass das Versagen der Labour Party, konsistent und effektiv auf antisemitische Vorfälle der letzten Jahre zu reagieren, Behauptungen Substanz verleihe, wonach Teile der Labour-Bewegung institutionell antisemitisch sind.
Die wissenschaftliche Studie „What British Muslims really think“ ergab, dass 26 Prozent der Muslime der Meinung sind, dass Juden für die meisten Kriege in der Welt verantwortlich seien.
Laut der 2017 veröffentlichten Staetsky-Studie des Londoner Institute for Jewish Policy Research sind antisemitische Einstellungen unter britischen Muslimen zwei bis vier Mal häufiger als in der Gesamtbevölkerung. Relativ wenige der Befragten (acht Prozent religiöse bzw. zehn Prozent weniger religiöse – laut Eigendefinition) betrachteten den Holocaust als Mythos, 25 bzw. 29 Prozent waren der Ansicht, dass Juden den Holocaust für eigene Zwecke ausnutzen würden, 27 bzw. 33 Prozent glaubten, dass Juden auf Kosten anderer reich würden, und 27 bzw. 32 Prozent attestierten Juden in Großbritannien zu viel Macht. Dem Satz „A British Jew is just as British as any other British person“ stimmten 61 bzw. 59 Prozent zu. Hinsichtlich der britischen Gesamtgesellschaft unterstützten 62 Prozent der befragten Briten das Existenzrecht Israels, 24 Prozent waren allerdings der Meinung, dass Israel an den Palästinensern einen Massenmord begehen würde.
In der Labour Party waren seit 2000 vermehrt antisemitische Tendenzen zu beobachten wie ein zum Antisemitismus mutierter Antizionismus, zu geringe Distanz zum radikalen Islam, Holocaustrelativierung durch Vergleiche mit Israels Politik gegenüber den Palästinensern sowie mit der Sklaverei, aber auch traditioneller Antisemitismus durch Benutzung des Klischees einer „jüdischen Lobby“ sowie die Kategorisierung von Juden in Zionisten (gleichbedeutend mit „schlechten Juden“) und Antizionisten (gleichbedeutend mit „guten Juden“). Als Hauptproblem erscheint, dass vor dem Hintergrund einer vereinfachten linken, antirassistischen und gleichzeitig antizionistischen Weltsicht Antisemitismus häufig nicht als solcher erkannt wird. Über den derzeit starken Fokus auf die Labour Party und die muslimische Community ist jedoch auch die Gesamtgesellschaft zu berücksichtigen. Laut neueren Umfragen weisen radikale Rechte mit 14 Prozent den höchsten Anteil an „hard-core“-Antisemitismus auf, während die radikale Linke sich hinsichtlich antisemitischer Einstellungen wenig von der Gesamtgesellschaft unterscheidet.
Eine Umfrage der Universität Oxford im Frühjahr 2020 während der COVID-19-Pandemie ergab, dass ein Fünftel der befragten Briten zumindest ein wenig Zustimmung hinsichtlich der Behauptung „Juden haben das Virus erschaffen, um die Wirtschaft lahmzulegen und finanziellen Profit daraus zu ziehen“ äußert.

## Russland
Nach dem Zerfall der Sowjetunion setzte die russische Regierung ihre gegen den Antisemitismus gerichtete Politik fort. Präsident Putin verurteilte 2003 am Jahrestag der Befreiung des Vernichtungslagers Auschwitz jeden Antisemitismus. 2005 setzte seine Partei Einiges Russland in der Duma durch, dass der „Brief der 500“, in dem 2005 das Verbot aller jüdischen Organisationen gefordert wurde, zurückgewiesen wurde.
In der russischen Gesellschaft ist Antisemitismus dagegen weitverbreitet. Von Einiges Russland und liberalen Gruppierungen wie Jabloko abgesehen, vertreten die meisten in der Duma vertretenen Parteien antisemitische Positionen. Die Kommunistische Partei der Russischen Föderation etwa setzt die Tradition des sowjetischen Antizionismus fort, wobei Zionisten ein Codewort für Juden ist. Vertreter der Partei verbreiten den Mythos einer Verschwörung von Juden, internationalen Finanzorganisationen und russischen Bankiers zur Erlangung der Weltherrschaft. Ähnliche Positionen finden sich auch in der Liberal-Demokratischen Partei Russlands. Der 2016 verstorbene Vorsitzende Wladimir Wolfowitsch Schirinowski war zwar selbst jüdischer Abstammung, polemisierte aber wiederholt gegen einen vermeintlichen jüdischen Einfluss in Russland. Am rechten Rand agierten die offen antisemitischen Bewegungen Pamjat, die unter anderem den Mythos vom jüdischen Bolschewismus verbreitete, und die neonazistische Russische Nationale Einheit, die die Verschwörungstheorie vertritt, Hitler und Stalin wären im Deutsch-Sowjetischen Krieg von „zionistischen“ Drahtziehern aufeinander gehetzt worden. Seit 2000 fokussiert sich der Hass der russischen Rechtsradikalen weniger auf Juden als auf Muslime, insbesondere aus dem Kaukasus, und auf Ausländer.
In religiösen Kreisen in Russland ist der Glaube an eine satanische Verschwörung weit verbreitet, als deren weltliche Helfer die Juden beschuldigt werden. Dabei werden ältere Traditionen wie die von Sergei Alexandrowitsch Nilus (1862–1929) wieder aufgewärmt, der zu Beginn des 20. Jahrhunderts den Beginn der Endzeit propagierte: Der Antichrist soll demnach ein Jude aus dem Stamme Dan sein, der angeblich 1962 in Israel geboren wurde. Im Zusammenhang mit dieser eschatologischen Dämonologie wird über das Malzeichen des Tieres und die Zahl des Antichristen spekuliert, die sich angeblich in Strichcodes und steuerlichen Identifikationsnummern finde, und die Ritualmordlegende wiederholt, wonach Juden christliche Kinder umbringen würden. Hierbei spielen insbesondere die Protokolle der Weisen von Zion eine Rolle, die in immer neuen Auflagen verbreitet werden.
Auch unter russischen Intellektuellen ist Antisemitismus verbreitet. Alexander Issajewitsch Solschenizyn veröffentlichte 2001/2002 eine Geschichte der Juden in Russland, deren Partien über die Verstrickung von Juden in die kommunistische Diktatur als antisemitisch rezipiert wurden. Die Eurasier um den Soziologieprofessor Alexander Geljewitsch Dugin deuten die Weltgeschichte als Konflikt der angeblich landverbundenen Bewohner Eurasiens mit den Atlantikern, die als eher maritim imaginiert werden. Als typische Atlantiker gelten ihnen Puritaner und eben Juden. Dugin orientiert sich am deutschen Nationalsozialismus, den er als positiven „dritten Weg“ zwischen Kapitalismus und Kommunismus deutet. Umfragen ergaben zwar nur eine Zustimmung von 15 bis 18 Prozent zu antisemitischen Thesen in der Bevölkerung, doch 47 Prozent gaben an, dass ihnen antisemitische Haltungen anderer Menschen gleichgültig seien. Der Historiker Matthias Vetter deutet dies als „‚passiven‘ Antisemitismus breiter Bevölkerungsteile“ in Russland. Dies wird als einer der Gründe für den Exodus der russischen Juden angesehen: 1989 bis 2002 emigrierten 185.000 von ihnen, das entspricht etwa einem Drittel der russischen Judenheit.

## Arabische und islamische Staaten
Antisemitismus im Islam ist – trotz einiger antijüdischer Polemiken in der islamischen Tradition – vor allem „das Produkt eines Kulturtransfers aus Europa“. Griechische Christen hatten die Ritualmordlegende um 1840 im Osmanenreich propagiert. 1908 hatte der türkische Journalist Ebüzziya Tevfik die Reformvorstöße der Jungtürken nach europäischem Vorbild auf eine jüdische Verschwörung zurückgeführt. 1926 waren die „Protokolle der Weisen von Zion“ ins Arabische übersetzt und von panarabischen Nationalisten gegen Juden benutzt worden. Dabei spielte der Palästinenserführer Mohammed Amin al-Husseini, ein Freund der Nationalsozialisten und später Helfer beim Holocaust, eine wesentliche Rolle. Antisemitische Stereotype blieben jedoch im Islam bis 1970 marginal. Antisemitismusforscher wie Wolfgang Benz, Klaus Holz und andere weisen die seit dem 11. September 2001 von Robert S. Wistrich, Hans-Peter Raddatz und anderen vertretene These eines für den ganzen Islam konstitutiven „islamischen Antisemitismus“ daher zurück und sprechen stattdessen vom importierten, nachträglich „islamisierten Antisemitismus“.
Erst nach Israels Staatsgründung 1948 wurden die Protokolle und weitere antisemitische Schriften aus Europa und Nordamerika massenhaft im arabischen Raum verbreitet. In seiner Schrift „Unser Kampf gegen die Juden“ (1950) vereinte Sayyid Qutb deren Stereotype mit antijüdischen Motiven aus islamischer Tradition und schuf damit den antisemitischen Islamismus. Er beschrieb die Juden als Vertreter eines „seelenlosen Materialismus“ und kollektive Zerstörer der bislang moralisch intakten Gemeinschaft der Muslime. Der spätere Scheich der Azhar Muhammad Sayyid Tantawi behauptete 1966 in seiner Doktorarbeit Das Volk Israel im Koran und in der Sunna, „Gier nach Leben und dem Diesseits“ und „übermäßiger Egoismus“ seien unwandelbare Eigenschaften der Juden. Sie seien für Werteverfall, die Französische Revolution und die Oktoberrevolution verantwortlich. Dazu stützte er sich auf die „Protokolle“.
Nach dem Sechstagekrieg 1967 verdrängte dieser Islamismus allmählich den arabischen Nationalismus. Daher enthalten die heutigen Programme vieler islamistischer Organisationen drei aus Europa stammende antisemitische Hauptmotive: den nach Weltherrschaft strebenden jüdischen Verschwörer, die Gegenüberstellung von (hier muslimischer) Gemeinschaft und (jüdischer) Gesellschaft und die Zuschreibung einer unfassbaren, destruktiven, unendlich einflussreichen, international verzweigten Macht der Juden zum Auflösen aller Unterschiede zwischen Völkern, Rassen und Religionen („Figur des Dritten“, Klaus Holz). So verweist die Hamas-Charta von 1988 in Artikel 32 explizit auf die „Protokolle“ und beschreibt Israel als illegitimen Pseudostaat einer internationalen, heimatlosen „Wir“-Gruppe, nicht als gewöhnlichen Nationalstaat. Sie beschreibt Juden als heimliche Herrscher der Welt und zugleich als armselige Feiglinge, indem sie den frühen antijüdischen Hadith zitiert: „Der jüngste Tag wird nicht kommen, bevor nicht die Muslime gegen die Juden kämpfen und sie töten, so dass sich die Juden hinter Bäumen und Steinen verstecken. Und jeder Baum und Stein wird sagen: Oh Muslim, oh Diener Gottes, da ist ein Jude hinter mir. Komm und töte ihn.“
Die antisemitischen Motive des Islamismus sollen den Staat Israel als angeblich nur durch Täuschung und Fälschung zustande gekommen delegitimieren. So behauptete der iranische Staatsführer Ali Chamenei in einer Rede zur Intifada der Palästinenser (24. April 2001), man habe „eine große Zahl nicht-jüdischer Randalierer und Strolche aus Osteuropa dazu gezwungen, nach Palästina zu emigrieren“, um Israel gründen zu können. Auch das deutschsprachige Internetportal Muslim-Markt spricht stets vom „Pseudostaat Israel“ oder vom „zionistischen Gebilde“ ohne klare Grenzen und klar bestimmbares Staatsvolk.
Der Iran propagiert antisemitischen Antizionismus als Staatsideologie mit Veranstaltungen wie dem al-Quds-Tag und unterstützt Terrorgruppen wie Hamas und Hisbollah. Iranische Regierungsvertreter bezeichnen Israel als zu beseitigendes „Krebsgeschwür“. Die iranische Zeitung Hamschahri schrieb im Februar 2006 einen Karikaturenwettbewerb unter dem Titel „Holocaust International Cartoon Contest“ aus, der Holocaustleugnung belohnte. Der Wettbewerb wurde 2010, 2013 und 2015 wiederholt. 2014 wurde in Teheran die 2nd New Horizon Conference of Independent Thinkers abgehalten, wo neben klassischen Holocaustleugnern auch 9/11-Truther Vorträge hielten. 2018 fand die Ausschreibung zum First International Hourglass Festival statt; die entgegengenommenen Einreichungen sollten das erhoffte Ende Israels in spätestens 25 Jahren illustrieren. Festivalsymbol war ein Davidstern, der sich beim Durchlaufen einer Sanduhr auflöst. Da die staatliche Rhetorik des Iran regelmäßig eindeutig antisemitische Konnotationen und Bilder verwendet, gilt der iranische Antizionismus als nicht vom Antisemitismus trennbar. Laut dem Historiker Jeffrey Herf ist „die Islamische Republik Iran die erste Regierung seit Hitler [...], in der Antisemitismus in zentrales Element ihrer Identität darstellt“.
Beşir Atalay, der Vizeregierungschef der türkischen Regierung Erdogan, behauptete während der Proteste in der Türkei 2013, diese seien von der jüdischen Diaspora in der Türkei organisiert worden; auch die internationale Presse und andere „ausländische Kräfte“ hätten sich an einer „Destabilisierung“ der Türkei beteiligt.
Die 2014 publizierte ADL-100-Studie der Anti-Defamation League, die Ergebnisse aus Befragungen zu Einstellungen gegenüber Juden aus 100 Ländern zusammenfasst, ergab, dass das Ausmaß von Antisemitismus in mehrheitlich muslimisch geprägten Ländern zwar hoch ist, jedoch von Land zu Land stark variiert (West Bank/Gaza 93 Prozent, Irak 92, Türkei 69). Andererseits neigten mehr Befragte (67 Prozent) im christlich-orthodoxen Griechenland zu antisemitischen Einstellungen als im muslimisch geprägten Iran (56 Prozent). In Kamerun und Nigeria wiederum ist Antisemitismus unter der christlichen Bevölkerung stärker verbreitet als unter der muslimischen, im Libanon unter beiden Bevölkerungsgruppen annähernd gleich stark (82 Prozent Muslime, 75 Prozent Christen). Der Unabhängige Expertenkreis Antisemitismus kommt zu dem Schluss, dass weniger die Religion als solche als vielmehr religiöser Dogmatismus mit antisemitischen Einstellungen korreliert. Eine ebenso einflussreiche Rolle spielen familiäre und gruppenspezifische Narrative und Identitätsherstellungen. Die Mehrheit (56 Prozent) der arabischen (überwiegend muslimischen) Bevölkerung in Israel hatte hingegen eine positive Meinung von Juden, 35 Prozent eine negative. Die Einstellungen von Sunniten und Schiiten zu Juden unterschieden sich kaum. Weit weniger als sie zeigen Aleviten antisemitische Einstellungen.
Nach einer globalen Untersuchung von 2018 vertreten 56 % bis 83 % der jeweils befragten Muslime Antisemitismus. Bei Christen lagen die Werte zwischen 16 % und 20 %.
Laut dem Politikwissenschaftler Matthias Küntzel werden antisemitische und antizionistische Äußerungen in Deutschland deutlich eher toleriert, wenn sie von Muslimen stammen. Kritik an Äußerungen etwa der Hamas werde verbreitet als „antimuslimischer Rassismus“ tabuisiert, die Kritik an vergleichbaren Äußerungen von Neonazis finde dagegen Zustimmung. Hier sieht Küntzel negative Folgen der Critical Race Theory, die die Welt „dichotom in Kolonialmächte (= weiß + böse) und Kolonisierte (= schwarz + gut)“ einteilen würde.

## Vereinigte Staaten von Amerika
In den 1940er Jahren waren antisemitische Vorurteile in evangelikalen Kreise der USA weit verbreitet. Populäre Prediger wie der Baptist William B. Riley verbreiteten Verschwörungstheorien wie die, Juden würden gemeinsam mit den Illuminaten hinter dem Weltkommunismus und supranationalen Organisationen wie der UNO stecken. Ihr Ziel wäre es, eine antichristliche Weltherrschaft zu errichten, die gemäß den Prophezeiungen der Bibel der Wiederkunft Christi vorausginge. In der unausweichlichen Endschlacht würde dann die Mehrheit aller Juden ums Leben kommen. Dabei stützten sich die evangelikalen Antisemiten unter anderem auf die „Protokolle der Weisen von Zion“. Trotz der Anknüpfungsmöglichkeiten an den angeblich jüdischen Bolschewismus gingen antisemitische Tendenzen während des Kalten Krieges insgesamt aber deutlich zurück.
In der sowjetischen Atomspionage gegen die USA waren linke Juden – häufig Emigranten aus Europa – überproportional vertreten: Das Ehepaar Ethel und Julius Rosenberg war hierfür ein prominentes Beispiel. Dies trug dazu bei, dass die antikommunistischen Kampagnen der McCarthy-Ära der 1950er Jahre auch antisemitische Züge trugen. Die Regierungen der USA unterstützen jedoch traditionell den Staat Israel als Demokratiemodell für den Nahen Osten. Auch das Holocaustgedenken und die Holocaustforschung haben hier besonders seit 1967 einen starken Rückhalt. Das amerikanische Judentum ist stark säkularisiert: Heute heiraten ungefähr 60 % der Juden in Amerika – gegenüber weniger als 10 % vor 1914 – Andersgläubige.
Nach dem Zusammenbruch des Sowjetkommunismus nahm der Antisemitismus in den USA nicht weiter ab. Juden wurde zwar nicht mehr vorgeworfen, mit der Sowjetunion im Bunde zu stehen, dafür wurden sie nun als Vertreter inter- oder supranationaler Organisationen wie der UNO, der Weltbank oder des IWF kritisiert: Das verschwörungstheoretische Grundmuster blieb, nur die angebliche Verschwörung wurde ausgetauscht. Da die Massenverbrechen des Holocaust stärker ins öffentliche Bewusstsein traten, wurden diese Verdächtigungen aber seltener offen geäußert, sondern durch Anspielungen auf die Hochfinanz und andere Codewörter. Erzkonservative Christen, Evangelikale und Fundamentalisten unterstellen teilweise bis heute, dass der „jüdische Einfluss“ der Kulturindustrie in Hollywood als Vorhut für die Schwächung der „traditionellen Familienwerte“ verantwortlich sei. In manchen Country Clubs, Nachbarschaften und Konzernen sind Juden nicht willkommen: Sie orientieren sich an der Elite der White Anglo-Saxon Protestants („WASP“), d. h. den weißhäutigen Protestanten angelsächsischer (nordwesteuropäischer) Herkunft. Einzelne Prediger der Christian Right wie Jerry Falwell und John Hagee haben im Rahmen ihres apokalyptischen Weltbildes den Antichrist als jüdisch bezeichnet.
Gänzlich unverstellt ist der Antisemitismus weiterhin unter amerikanischen Rechtsextremen. In der Milizbewegung, in der Christian-Identity-Bewegung, die Arier für das auserwählte Volk der Bibel und Afroamerikaner für Untermenschen erklärt, beim Ku-Klux-Klan, den Aryan Nations und anderen Befürwortern einer White Supremacy ist das Schlagwort vom „Zionist Occupied Government“ populär, der „zionistisch“ (gemeint ist: jüdisch) „besetzten Regierung“, mit dem die Regierung der Vereinigten Staaten als von einer fremden Macht ferngesteuert delegitimiert werden soll. Aus diesen Gruppen kam es seit den 1980er Jahren zu antisemitisch motivierten Gewalttaten wie der Ermordung des Radiomoderators Alan Berg durch die Terrorgruppe The Order oder den Drive-by-Shootings Benjamin Nathaniel Smiths, eines Anhängers des Creativity Movements 1999.
Seit den 1980er Jahren wuchs dem amerikanischen Antisemitismus eine neue Anhängerschaft unter den Afroamerikanern zu, was große Aufmerksamkeit erregte. Namentlich die Nation of Islam vertritt bis heute antisemitische Standpunkte, wobei sie sich der religiösen, wirtschaftlichen, rassistischen und verschwörungstheoretischen Stereotype bedient, die der europäische Antisemitismus bis dahin hervorgebracht hat. Zusätzlich spielt in der Polemik ihres Führers Louis Farrakhan, der etwa „jüdischen Blutsaugern“ die Schuld an der jahrhundertelangen Unterdrückung der angeblich „überlegenen schwarzen Minderheit“ gibt, noch ein entschiedener Antizionismus eine Rolle.
Der Anteil der US-Amerikaner mit antisemitischen Ansichten liegt (Stand Anfang 2017) seit Jahren bei zwölf bis fünfzehn Prozent.
Im Rahmen rechtsextremer Demonstrationen in Charlottesville am 11. und 12. August 2017 riefen einige Teilnehmer den Slogan „Wir lassen uns von Juden nicht verdrängen“.
Ende Oktober 2018 erschoss ein Mann in einer Synagoge in Pittsburgh elf Menschen. Der 46-jährige Täter war bereits zuvor in den sozialen Medien mehrfach durch antisemitische Kommentare aufgefallen. Laut Jonathan Greenblatt, dem Chef der Anti-Defamation League, war es die bislang „vermutlich tödlichste Attacke gegen die jüdische Community in der Geschichte der USA“.
Am 27. April 2019, dem letzten Tag des jüdischen Pessachfestes, verübte ein Attentäter einen Anschlag auf eine Synagoge in Poway (Kalifornien). Dabei tötete er eine 60-jährige Frau, drei weitere Personen wurden verletzt, darunter ein achtjähriges Mädchen und der Rabbiner der Synagoge. Laut Augenzeugen habe die Waffe anschließend eine Fehlfunktion gehabt. Der mutmaßliche Täter, ein 19-jähriger Student, konnte festgenommen werden. Ein unter seinem Namen veröffentlichtes Manifest mit rechtsextremen Verschwörungstheorien und einer Bezugnahme auf den Attentäter von Pittsburgh (siehe oben) und den Schützen, der im März 2019 einen Terroranschlag auf zwei Moscheen im neuseeländischen Christchurch verübt hatte, wurde im Internet entdeckt.
Eine im Jahr 2022 publizierte Studie, die den Antisemitismus in seinem Verhältnis zum politischen Spektrum untersuchte, konnte einen Beitrag zu einer genaueren Beschreibung der Zusammenstellung von antisemitischen Einstellungen in den USA leisten. Von den untersuchten 3500 Amerikanern war die Zustimmung für offenkundig antisemitische Aussagen, wie "Jüdische Unternehmen sollte man boykottieren", signifikant höher bei Menschen mit einer konservativen Gesinnung. Besonders hoch war die Zustimmung bei jungen Erwachsenen im Alter von 18–30 Jahren. Bei Befragten, die sich zu den Liberalen zählen, konnte im Vergleich zu Konservativen eine höhere Doppelmoral gegenüber Menschen jüdischer Abstammung gefunden werden. Hierbei geht es um die nach IHRA als antisemitisch geltende Denkweise, von jüdischen Personen ein anderes Verhalten zu fordern als von nicht-jüdischen Personen, und zwar in diesem Fall die Distanzierung von den Handlungen des Staates Israel. Die Autoren der Studie vermuten, dass die politischen Lager auf unterschiedliche Arten von Antisemitismus ansprechen. Während bei den Liberalen antizionistische Einstellungen zu Antisemitismus führen können, ist es bei den Konservativen noch eher eine ältere Form des Antisemitismus, die stärker auf Stereotypisierung beruht.

## Weiterführende Informationen